# Okres Beroun

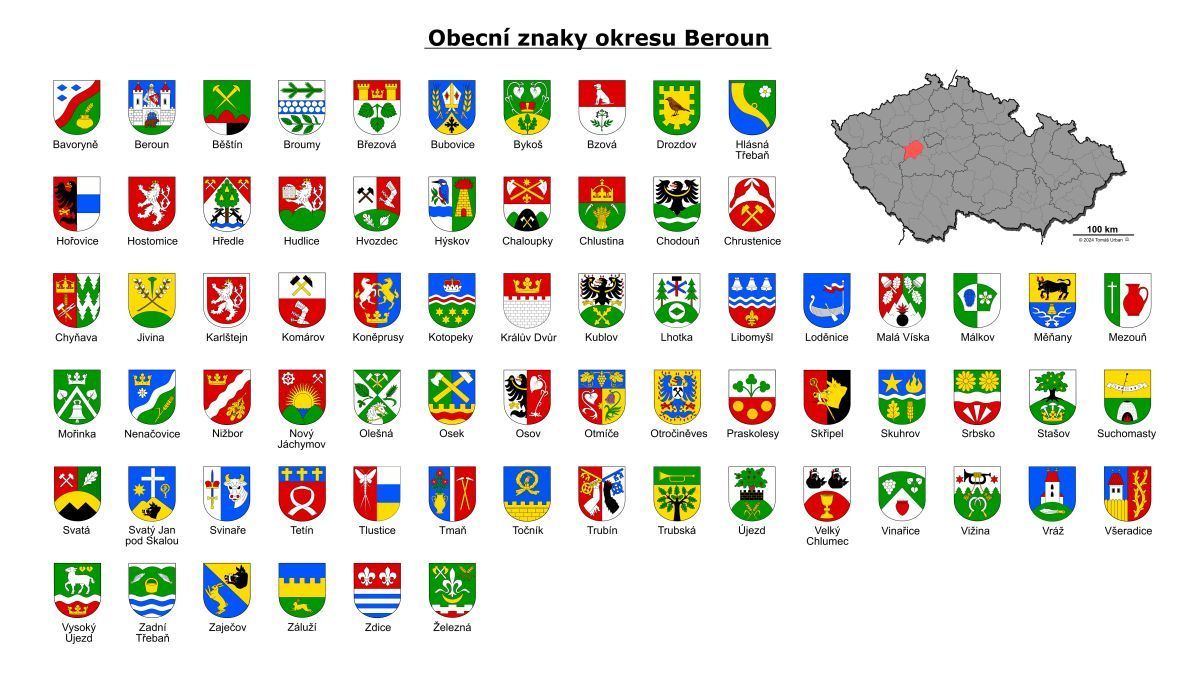
Přehled obecních znaků okresu Beroun

Okres Beroun se nachází ve Středočeském kraji. Sídlem jeho okresního úřadu bývalo město Beroun v severovýchodní části okresu při soutoku řek Berounky a Litavky.
Území okresu se rozkládá podél spojnice mezi Prahou a Plzní, od východu k západu měří asi 42 km, od severu k jihu asi 39 km. Rozlohou i počtem obyvatel se řadí mezi menší okresy v rámci Středočeského kraje i v rámci republiky. Hustota zalidnění téměř přesně odpovídá průměrné lidnatosti Česka a je vyšší než hustota zalidnění kraje.
Na západní straně sousedí okres Beroun s Plzeňským krajem, okresem Rokycany. V rámci Středočeského kraje sousedí na jihu s okresem Příbram, na východě s okresem Praha-západ, na severovýchodě s okresem Kladno a na severu s okresem Rakovník.
Z hlediska administrativního členění je okres rozdělen do dvou správních obvodů obcí s rozšířenou působností, které jsou shodné se správními obvody pověřených obcí – Beroun a Hořovice.

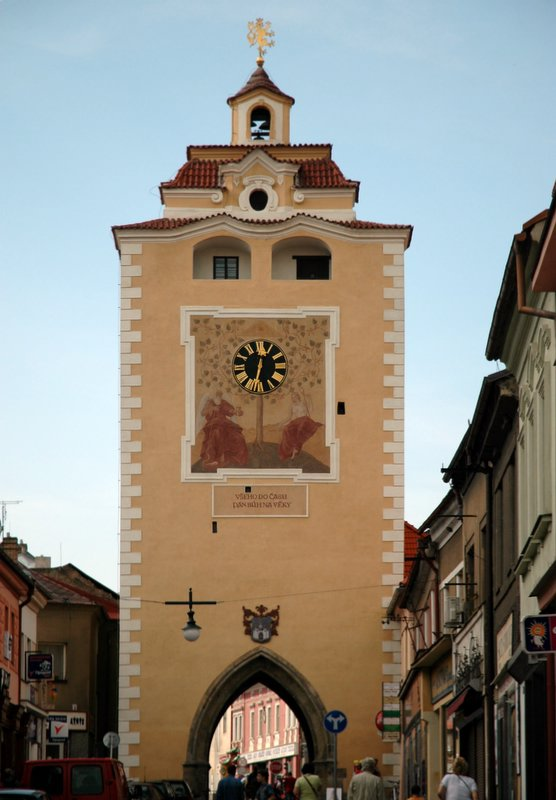
Plzeňská brána v Berouně

## Přírodní podmínky

### Podnebí
Z hlediska podnebí patří větší část území Berounska do mírně teplé podnebné oblasti, údolí řeky Berounky pod Berounem a bezprostřední okolí Berouna potom do teplé podnební oblasti. V dlouhodobém průměru se roční teplota na Berounsku pohybuje mezi 7 a 8 °C. Průměrné roční srážky činí přibližně 500–600 mm.

### Reliéf
Celé území okresu Beroun geomorfologicky spadá do Poberounské subprovincie České vysočiny. Centrální část okresu je tvořena Hořovickou pahorkatinou, jejíž součástí jsou také vápencové masivy Českého krasu. Nejvyšší bod tohoto celku je Bacín (499 m) mezi Litní a Suchomasty.
Na severní straně sousedí s Hořovickou pahorkatinou lesnatá Křivoklátská vrchovina, jejímž nejvyšším bodem na Berounsku je Krušná hora (608 m) nad obcí Kublov.

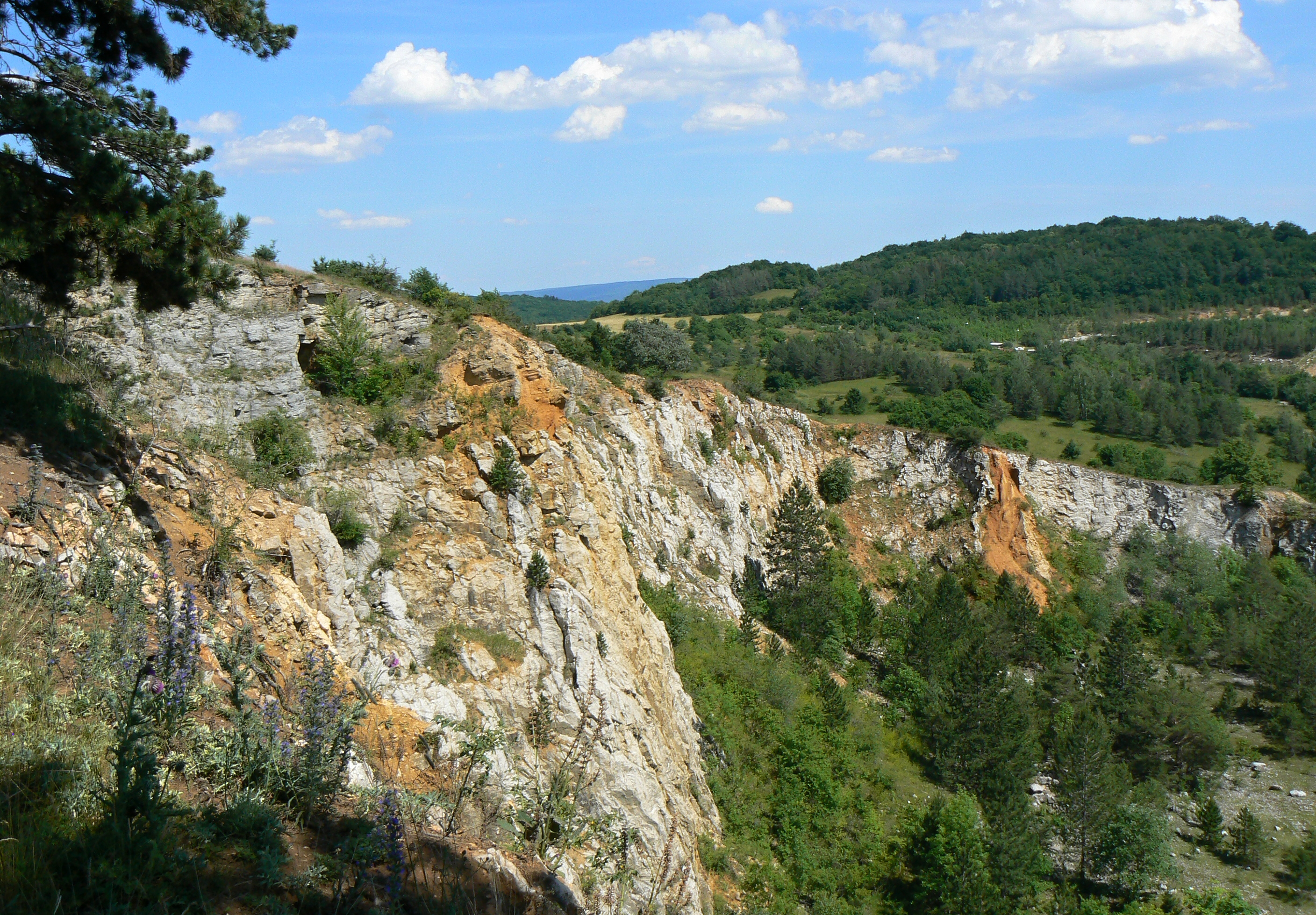
Národní přírodní památka Zlatý kůň

Naopak jižně od svahů Hořovické pahorkatiny se zvedají vrcholky Brd. Pro jejich vrcholové partie v jihovýchodní části okresu na hranici s Příbramskem se používá pojmenování Hřebeny. Jihozápadní okraj území okresu je tvořen úpatím centrálních Brd, které bylo do roku 2015 uzavřeným vojenským prostorem, od 1. ledna 2016 byl prostor zpřístupněn a oficiálně začleněn do okresu Beroun. Nejvyšším vrcholem Brd na Berounsku a zároveň i nejvyšším bodem celého okresu byl před tímto datem kopec Jivina (620 m) nad stejnojmennou vesnicí, na jehož vrcholu stojí televizní vysílač „Zaječov“. Po začlenění prostoru patří tento primát vrcholu Jordán (826 m), který se nachází v katastru obce Zaječov v blízkosti trojmezí okresů Beroun, Příbram a Rokycany.
Nejvýše položenou obcí okresu je Malá Víska (550 m) nacházející se na úpatí Brd, jižně od Komárova. Naopak nejníže položenou obcí je Hlásná Třebaň (214 m)v údolí řeky Berounky. Nedaleko obce při výtoku řeky Berounky z území okresu se nachází také nejníže položený bod území – 209 m.

### Vodstvo
Území celého Berounska je beze zbytku odvodňováno do řeky Berounky. Řeka protéká územím okresu v délce 27 km od Žloukovic po Zadní Třebaň. Tok řeky Berounky je nesmírně populární mezi vodáky. Průměrný průtok v řece dosahuje v Berouně 35,6 m3/s. Vzhledem k faktu, že v prostoru berounského okresu patří koryto řeky již do jejího dolního toku, není spád řeky příliš výrazný. Na téměř 30 km toku je rozdíl cca 30 m nadmořské výšky.
Nejvýznamnějším přítokem Berounky je Litavka. Ústí do řeky zprava v Berouně. Říčka pramení v CHKO Brdy, západně od Příbrami, na území okresu vtéká mezi Rejkovicemi a Lochovicemi pod svahy hory Plešivec. Územím Berounska protéká v celkové délce asi 20 km. Průměrný průtok v říčce u ústí v Berouně je 2,57 m3/s.

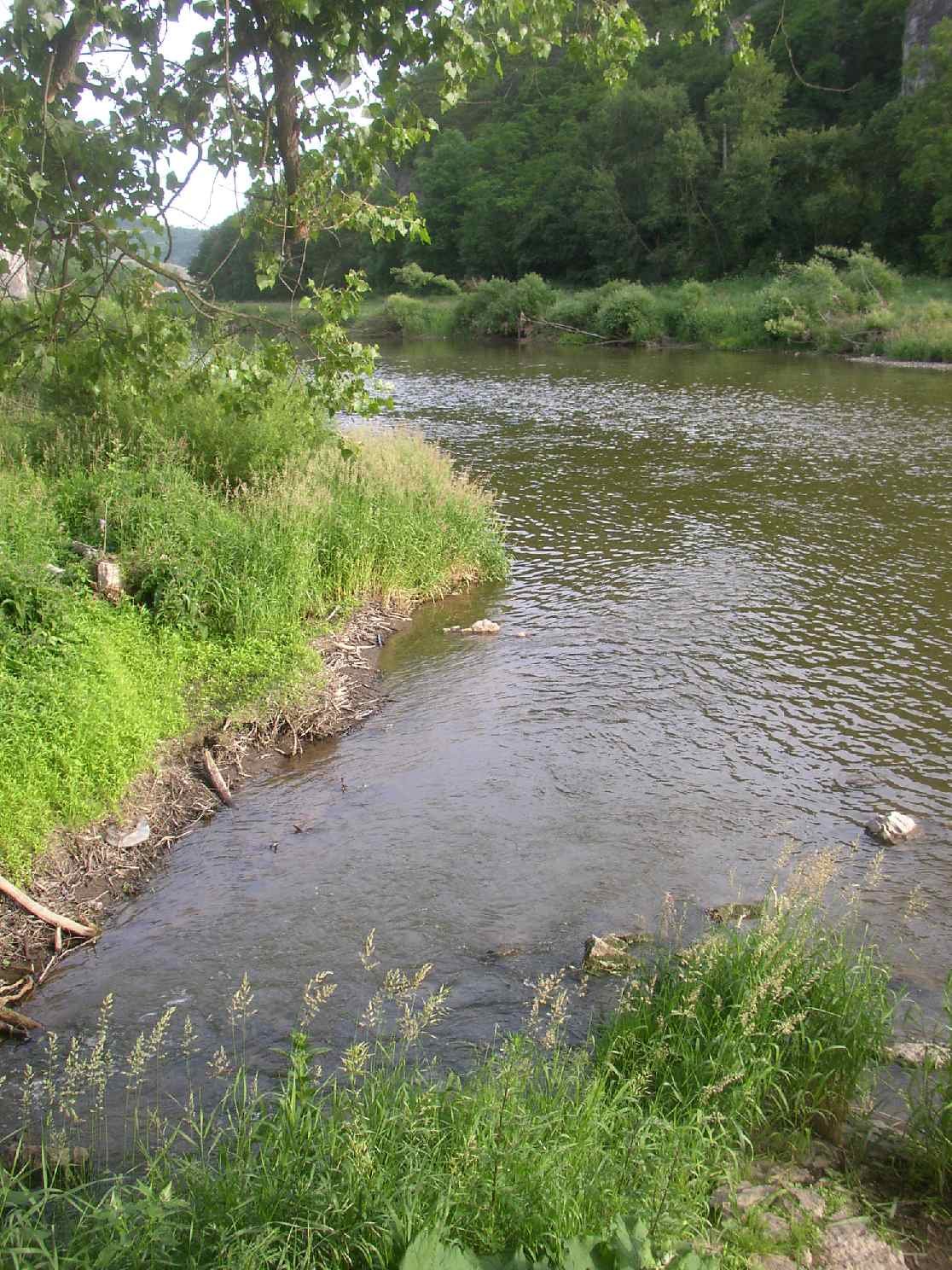
Ústí Loděnice do Berounky u Srbska

Oblast Komárova, Hořovic a Praskoles je odvodňována Červeným potokem. Také on pramení v CHKO Brdy, konkrétně však v jeho severní části v lokalitě „Na Jordánu“. Pod hradem Valdek vtéká na území okresu, protéká Komárovem, Hořovicemi, Praskolesy a Stašovem a u Zdic se vlévá zleva do Litavky. Průměrný průtok v potoce v Komárově činí asi 0,39 m3/s. Územím okresu protéká v délce 20 km.
Oblast Svatého Jana pod Skalou, Loděnice, Chrustenic a Chyňavy je odvodňována potokem Loděnice, jinak též zvaným Kačák. Potok pramení v pohoří Džbán severně od Řevničova na Rakovnicku a protéká jižní částí okresu Kladno. Mezi Malými Kyšicemi a Chyňavou tvoří přirozenou hranici Kladenska a Berounska. Územím okresu protéká v údolí zahloubeném do masivu Českého krasu v délce 20 km. U Srbska ústí zleva do Berounky. Průměrný průtok v místě ústí činí 0,53 m3/s.
Berounsko je velmi chudé na jakékoliv vodní plochy. Rybníků je opravdu jen několik a jsou plošně nevelké. Známější jsou jen rybníky v Popovicích u Berouna přiléhající k hlavní železniční trati, z nichž jeden je využíván jako koupaliště. Několik rybníků je také u Nového Jáchymova a u Komárova. Přehradní nádrže jsou na okrese dvě – retenční vodní nádrž Záskalská u Chaloupek na horním toku Červeného potoka, vybudovaná v roce 1959 a vodní nádrž Suchomasty v masivu Českého krasu vybudovaná na Suchomastském potoce v roce 1960 pro účely zásobování železáren Králův Dvůr vodou.

## Územní struktura

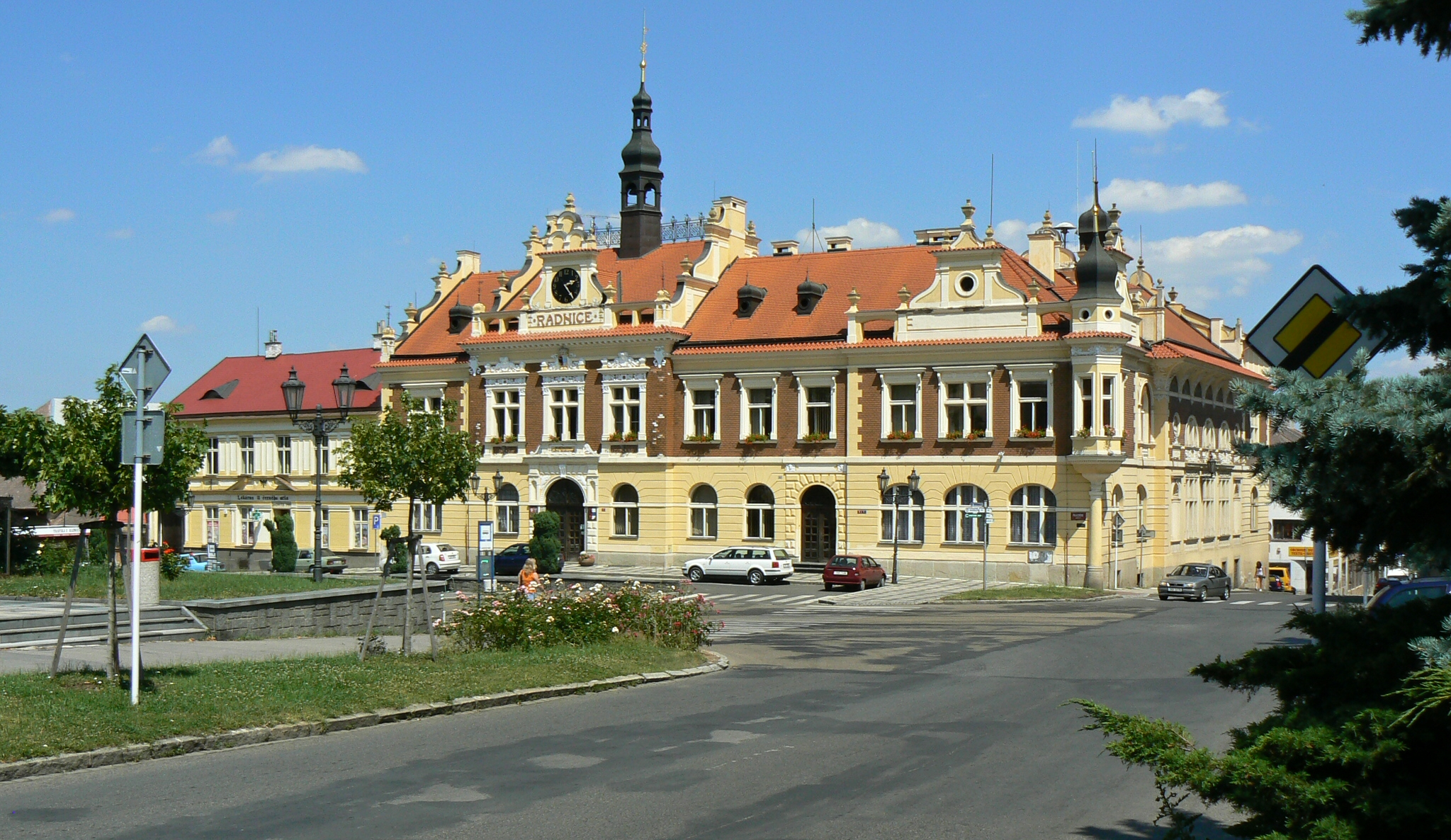
Radnice v Hořovicích

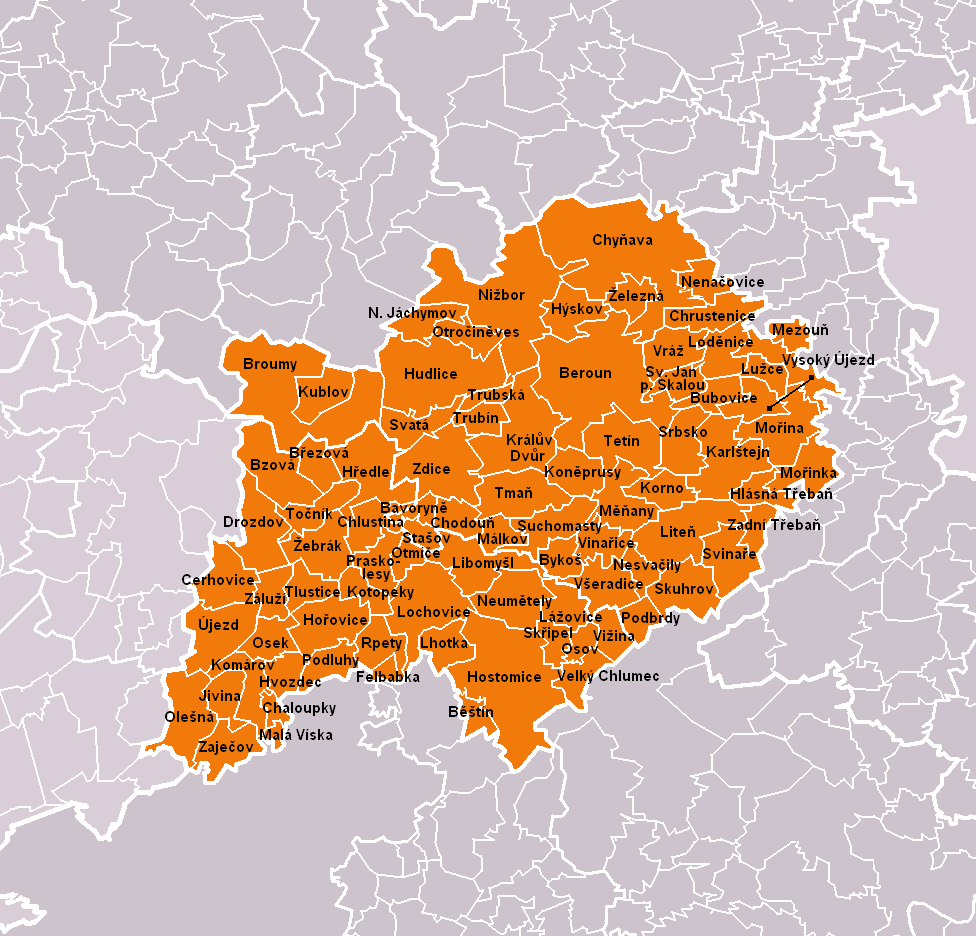
Rozsah okresu Beroun s vyznačenými názvy a hranicemi obcí
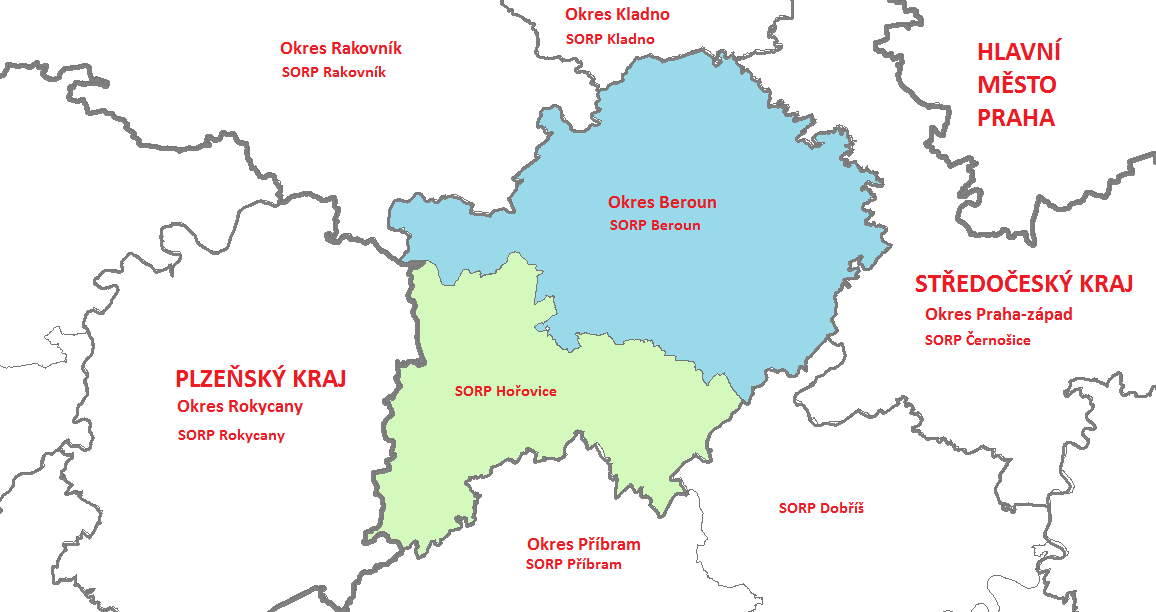
Poloha okresu Beroun s vyznačenými správními obvody obcí s rozšířenou působností
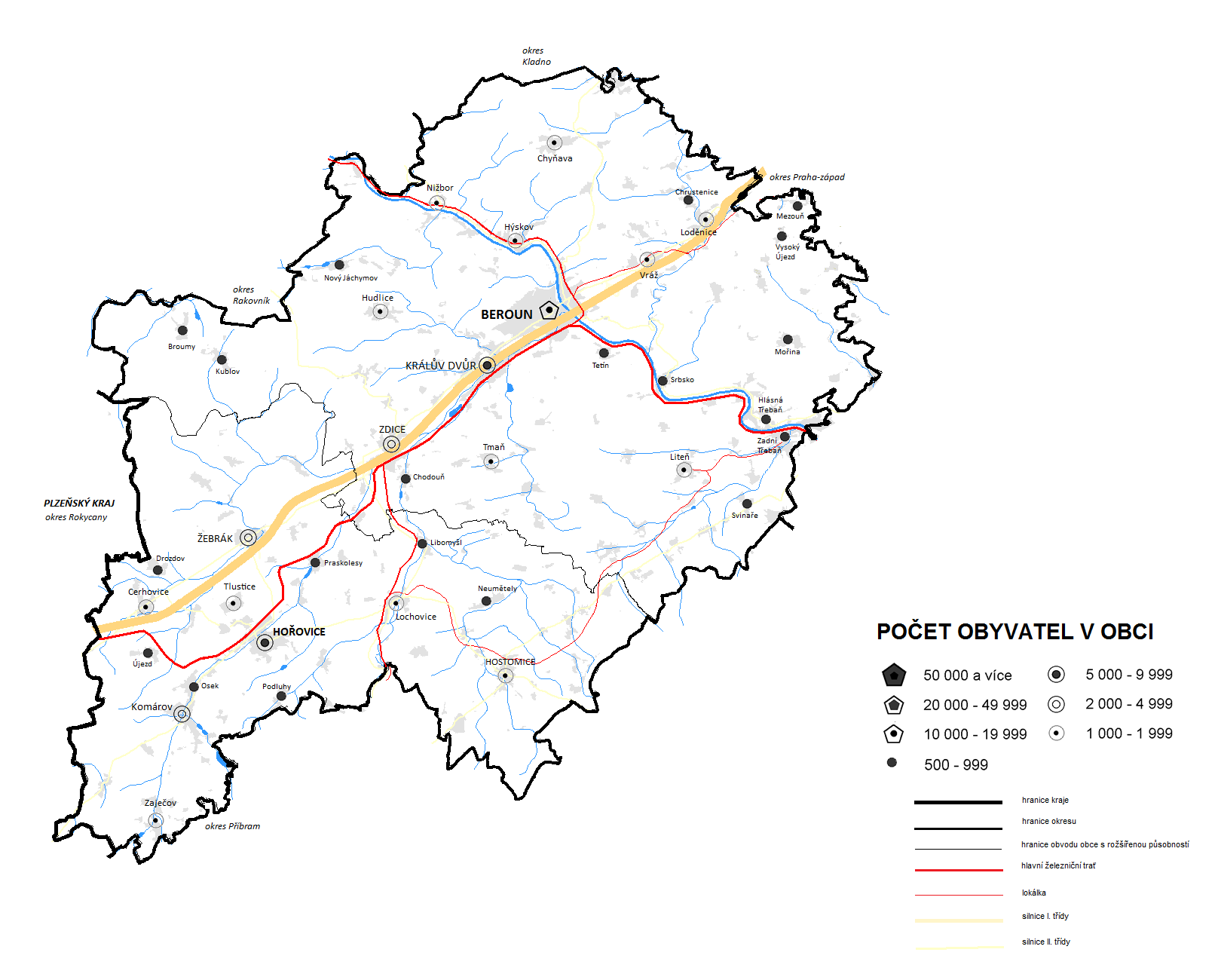
Největších obce a nejvýznamnější dopravních cesty okresu Beroun

### Vznik a vývoj okresu Beroun
Předchůdci dnešního „velkého“ berounského okresu byly okresy Beroun a Hořovice patřící do kraje Praha, jejichž existence byla zakotvena ve vládním nařízení č. 3/1949 Sb., o územní organisaci okresů v českých zemích. V 50. letech však toto uspořádání přestalo vyhovovat potřebám centrálně plánovaného hospodářství, a tak bylo přistoupeno k zásadní reorganizaci územní správy, jež vešla v platnost 1. července 1960.
Radikálně se snížil počet krajů i okresů v republice. Vznikl mimo jiné také Středočeský kraj se sídlem v Praze, jehož součástí se stal také okres Beroun. Ten vznikl sloučením podstatné části okresu Hořovice (jen okolí Jinec připadlo okresu Příbram) s okresem Beroun a několika obcemi původního okresu Praha-západ. Konkrétně se jednalo o obce Drahelčice, Nučice, Tachlovice a o město Rudná. Když okresu Beroun v roce 1960 vznikal, měl rozlohu 686 km2 a přibližně 89 tisíc obyvatel. Jeho území bylo tvořeno 110 obcemi. V roce 1960 byla také zahájena první vlna integrace obcí, a tak při dalším sčítání lidu v roce 1970 bylo na Berounsku jen 100 obcí. Počet obyvatel okresu se snížil asi na 85 tisíc.

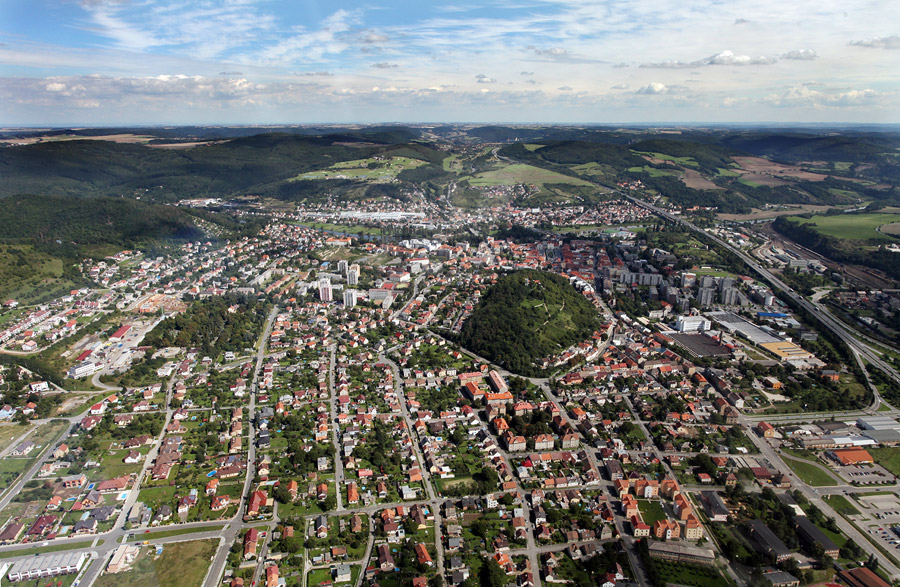
Celkový pohled na Beroun

V roce 1974 došlo ke značnému rozšiřování území hlavního města Prahy, čímž se snížila rozloha i počet obyvatel přilehlých okresů Praha-západ a -východ. Proto bylo s platností od 1. července přistoupeno ke kompenzaci, kdy z okolních okresů přešly do okresu Praha-západ okrajové obce. Z okresu Beroun byly zpět vyčleněny obce z okolí Rudné u Prahy, které až do roku 1960 pod okres Praha-západ spadaly. Tímto krokem ztratil okres asi 5 tisíc obyvatel. Od tohoto roku již ke změně hranice okresu nedošlo až do roku 2016 (viz níže).
Po roce 1980 se však opět měnil počet obcí. Ke dni československého sčítání lidu 1. listopadu 1980 došlo k velké integraci obcí a vzniku tzv. „střediskových obcí“. Na okrese Beroun zůstalo jen 63 místních nebo městských národních výborů. K nejvýraznějším příkladům integrace patřilo sloučení Králova Dvora a jeho osad s Berounem a vytvoření velkých celků jako např. střediskových obcí Loděnice (připojeny Chrustenice a Nenačovice) nebo Praskolesy (připojeny Kotopeky a Otmíče). K dalšímu slučování došlo v roce 1985, kdy bylo rozšířeno území střediskové obce Vysoký Újezd, a počet obcí se snížil na 58.
Po pádu režimu v roce 1989 došlo k celkové změně poměrů ve společnosti a bylo nastoleno příznivé klima pro opětovné osamostatňování obcí. K největší vlně „dezintegrace“ došlo ke dni prvních svobodných komunálních voleb 24. listopadu 1990, po nichž bylo na území okresu 85 obcí. Počátkem roku 1992 se ještě osamostatnila obec Železná od Chyňavy, a tak se počet obcí okresu zvýšil na 86. Naposledy se počet obcí okresu změnil v roce 2002, kdy se tehdejší obec Zahořany sloučila s Královým Dvorem, a tak je současný počet obcí Berounska 85.
K 1. lednu 2016 se rozloha okresu zvětšila o několik katastrálních území ze zaniklého vojenského újezdu Brdy (6 katastrálních území, 5 budov, 2 obyvatelé):
- Chaloupky v Brdech (rozloha 4,771884 km²[5], 2 budovy, 0 obyvatel) k obci Chaloupky
- Felbabka v Brdech (rozloha 0,177424 km²[6], 0 budov, 0 obyvatel) k obci Felbabka
- Hvozdec v Brdech (rozloha 0,635306 km²[7], 0 budov, 0 obyvatel) k obci Hvozdec
- Malá Víska v Brdech (rozloha 9,037433 km²[8], 0 budov, 0 obyvatel) k obci Malá Víska
- Podluhy v Brdech (rozloha 11,960797 km²[9], 2 budovy, 1 obyvatel) k obci Podluhy
- Zaječov v Brdech (rozloha 15,219726 km²[10], 1 budova, 1 obyvatel) k obci Zaječov

### Obce s rozšířenou působností

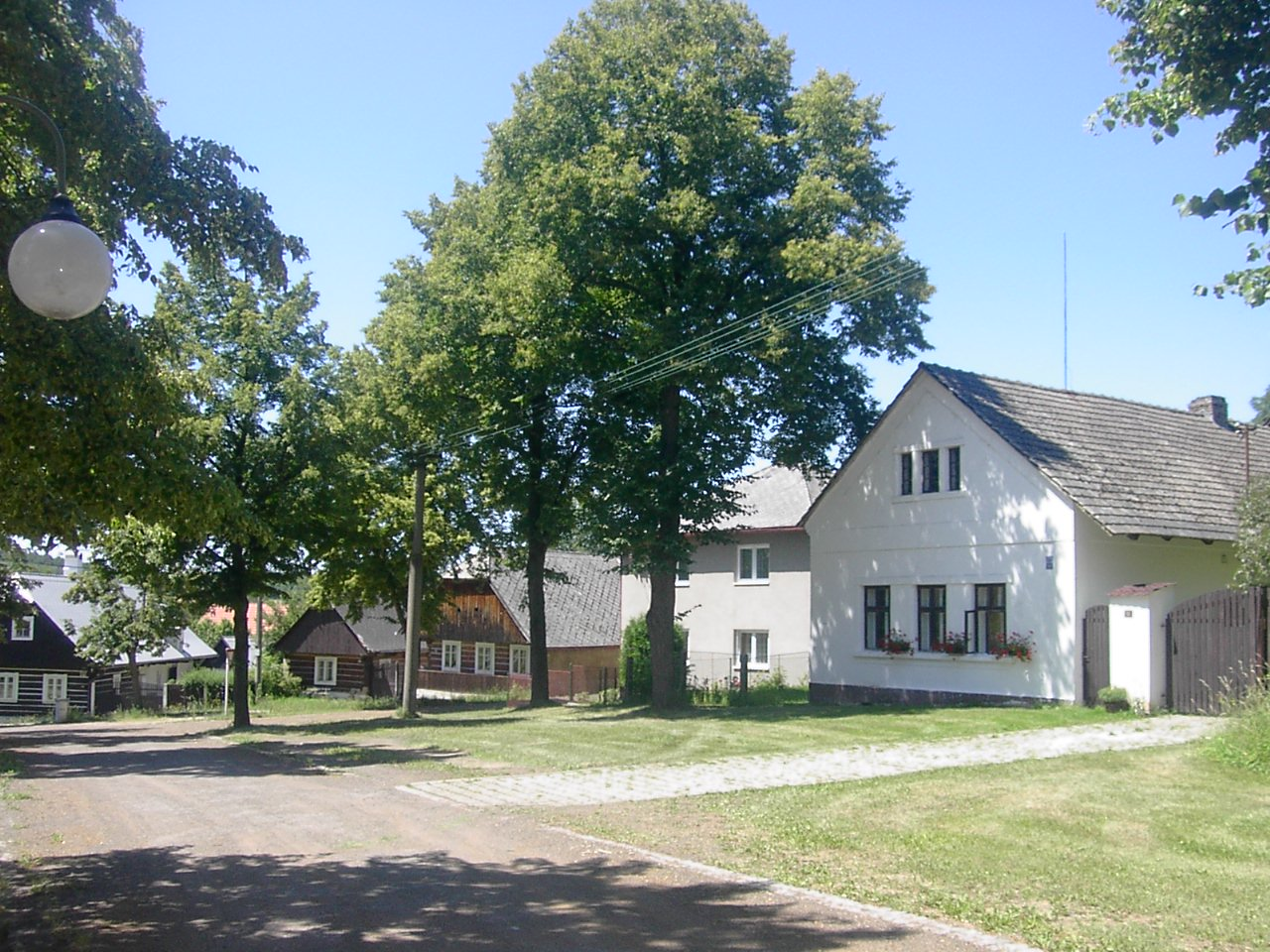
Obec Olešná, nejzápadnější obec okresu Beroun

K 1. lednu 2003 byly v rámci reformy státní správy zrušeny okresní úřady a zhruba 80 % jejich pravomocí převzaly tzv. obce s rozšířenou působností. To znamená, že kompetence okresního úřadu v Berouně převzaly z velké části městské úřady v Berouně a Hořovicích.
Správní obvod obce s rozšířenou působností Beroun zahrnuje severní a východní část okresu Beroun. Rozlohou 416 km2 se podílí 62 % na celkové rozloze okresu, počet obyvatel cca 56 tis. pak představuje asi 66 % celkové populace okresu. Správní obvod zahrnuje 48 obcí, hustota zalidnění je asi 136 obyvatel/km2.
Správní obvod obce s rozšířenou působností Hořovice zahrnuje jižní a západní část okresu Beroun. Rozlohou 286 km2 se podílí 38 % na celkové rozloze okresu, počet obyvatel cca 29 tis. pak představuje asi 34 % celkové populace okresu. Správní obvod zahrnuje 37 obcí, hustota zalidnění je 100 obyvatel/km2.

## Tabulka vzdáleností
Uvedené vzdálenosti vedou ze středu obce do středu obce/okresu vzdušnou čarou. Vzdálenosti jsou uvedené v kilometrech (do Prahy a do Plzně zaokrouhleno na celé km).
| Vzdálenost z obce | ve správním obvodě | do středu okresu | do Berouna | do Hořovic | do Prahy | do Plzně |
| ----------------- | ------------------ | ---------------- | ---------- | ---------- | -------- | -------- |
| Beroun            | Beroun             | 8,2              | N/A        | 18,7       | 28       | 55       |
| Králův Dvůr       | Beroun             | 5,5              | 3,2        | 15,5       | 32       | 52       |
| Hořovice          | Hořovice           | 10,6             | 18,7       | N/A        | 46       | 39       |
| Zdice             | Beroun             | 2,3              | 8,9        | 10         | 37       | 47       |
| Komárov           | Hořovice           | 15,2             | 23,4       | 4,6        | 51       | 35       |
| Žebrák            | Hořovice           | 8,5              | 16         | 4,4        | 44       | 40       |
| Nižbor            | Beroun             | 10,8             | 6,5        | 19,7       | 32       | 53       |
| Chyňava           | Beroun             | 14,5             | 7          | 24,3       | 26       | 59       |
| Loděnice          | Beroun             | 14,9             | 7          | 25,4       | 21       | 62       |
| Hostomice         | Hořovice           | 9,1              | 15,6       | 10,3       | 39       | 49       |
| Hýskov            | Beroun             | 10,2             | 3,6        | 20         | 29       | 55       |
| Zaječov           | Hořovice           | 19,2             | 27,2       | 8,5        | 54       | 33       |
| Hudlice           | Beroun             | 6,9              | 7,3        | 14,8       | 35       | 49       |
| Lochovice         | Hořovice           | 5,9              | 14         | 6          | 41       | 45       |
| Liteň             | Beroun             | 10,2             | 8,6        | 19,2       | 28       | 58       |

## Obyvatelstvo
Ke dni sčítání lidu, domů a bytů, 26. března 2011, bylo na okrese Beroun napočítáno 85 500 obyvatel. Oproti předchozímu sčítání lidu v roce 2001 se jednalo o dost výraznou změnu, neboť tehdy bylo zjištěno jen 75 700 obyvatel. Za posledních 10 let tedy došlo k nárůstu počtu obyvatel Berounska o 13 %.
Podle výsledků předchozích sčítání lze sledovat trend pozvolného snižování počtu obyvatel od roku 1960 (kdy měl okres 89 tisíc obyvatel) až do roku 1998, kdy počet obyvatel okresu dosáhl svého minima – cca 75 300. Od té doby populace okresu začala opět růst, hranice 80 tisíc obyvatel bylo dosaženo v roce 2007. Za pouhé 4 roky, od poloviny roku 2007 do března 2011 došlo ke zvýšení počtu obyvatel o dalších 5 tisíc, avšak zejména vlivem migrace.

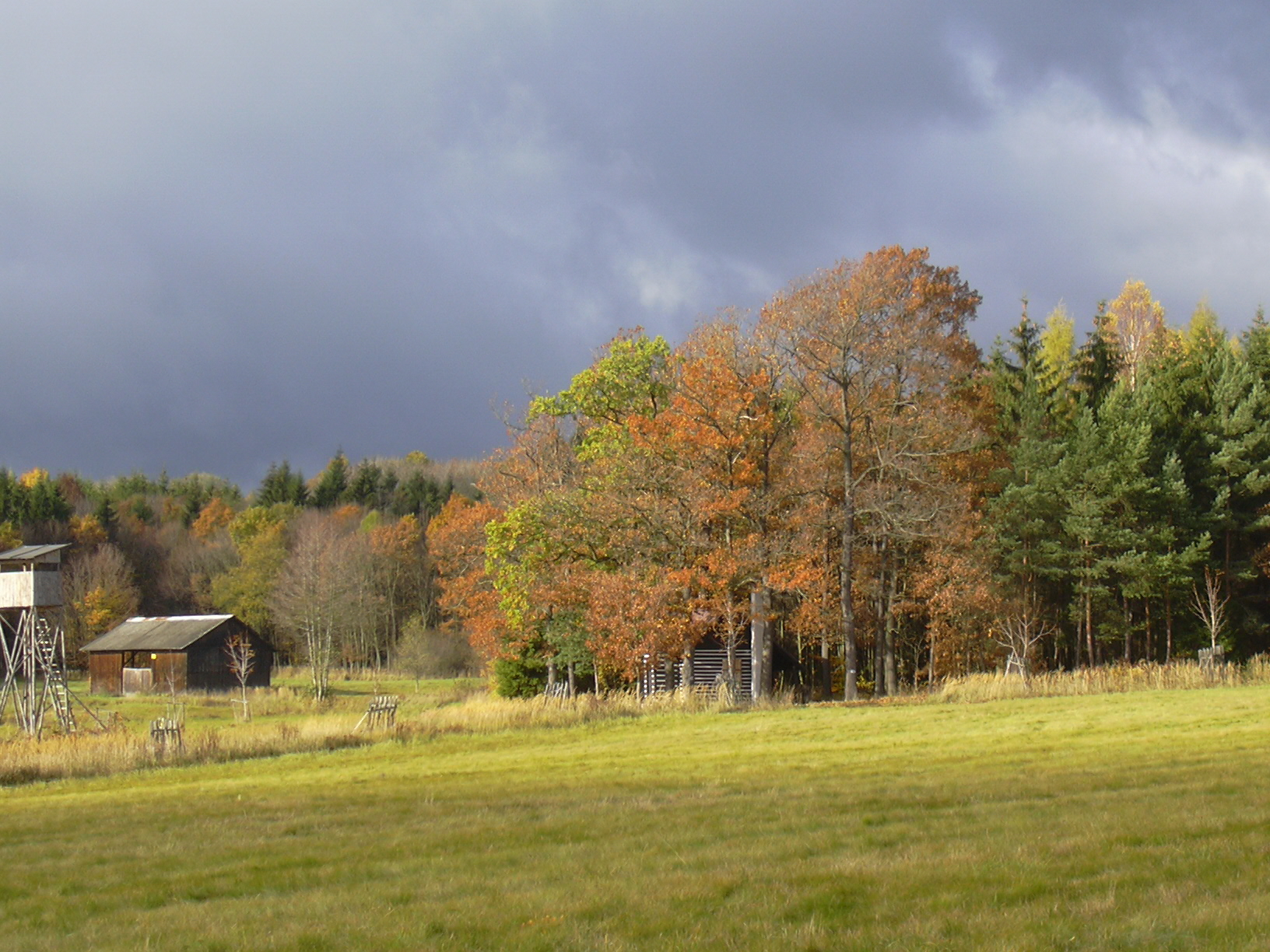
Křivoklátské lesy mezi Kublovem a Bzovou

### Průměrný věk
Dle údajů za rok 2010 byl průměrný věk obyvatel okresu Beroun 40,4 let, z toho průměrný věk mužů činil 39 let a žen 41,7 roku. Průměrný věk obyvatel ve Středočeském kraji byl 40,1 let, z čehož vyplývá, že obyvatelstvo Berounska bylo ve srovnání s celým krajem nepatrně starší. Průměrný věk obyvatel za celé Česko byl však za rok 2010 40,8 let.
Ve srovnání s okolními okresy měl nižší průměrný věk pouze okres Praha-západ – 38,1 let. V ostatních sousedících okresech byly zaznamenány vyšší hodnoty – na okrese Kladno 40,5 let, na okrese Rakovník 40,9 let, na okrese Příbram 41 let a na okrese Rokycany 41,6 let.

### Index stáří
Index stáří vyjadřuje, kolik je v populaci obyvatel ve věku 60 let a více na 100 dětí ve věku 0–14 let. Hodnota indexu stáří pro celé Česko za rok 2010 byla 107,8. Středočeský kraj měl index stáří 94,8. Okres Beroun měl hodnotu indexu vyšší – 98,6, nicméně i přesto bylo dětí do 15 let na okrese více než osob nad 60 let věku. Ze sousedních okresů měl nižší hodnotu, obdobně jako u průměrného věku, jen okres Praha-západ – 67,2 (byla to nejnižší zjištěná hodnota v republice), zbývající sousední okresy měly index stáří vyšší – Kladno 101,4, Příbram 108,1, Rakovník 108,6 a Rokycany dokonce 120,9.

### Vývoj počtu obyvatel největších obcí

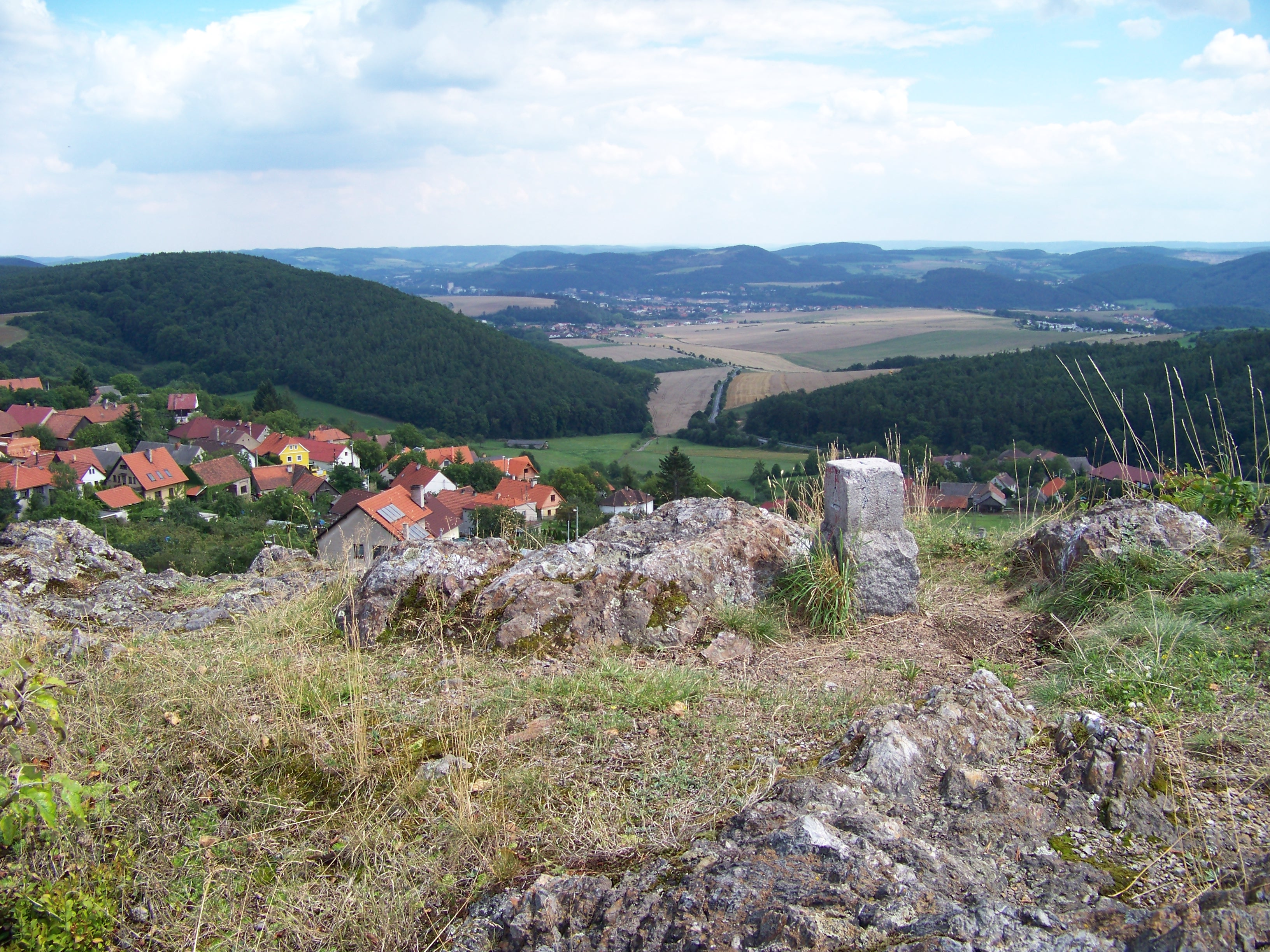
Výhled ze Svatské skály směrem ke Královu Dvoru

| Název obce  | 1869        | 1930          | 1950          | 1961          | 1971          | 1981          | 1991        | 2001        | 2011   |
| ----------- | ----------- | ------------- | ------------- | ------------- | ------------- | ------------- | ----------- | ----------- | ------ |
| Beroun      | 5 167 4 585 | 13 917 13 118 | 13 802 13 212 | 16 134 15 992 | 17 805 17 771 | 17 387 23 650 | 18 040      | 17 459      | 18 741 |
| Králův Dvůr | 1 649 664   | 6 235 3 918   | 6 396 6 132   | 5 362 5 125   | 4 833 4 414   | 6 013 ---     | 5 592 5 374 | 5 562 5 343 | 6 916  |
| Hořovice    | 3 704       | 4 818         | 4 472         | 5 238         | 5 684         | 5 648         | 6 413       | 6 374       | 6 841  |
| Zdice       | 1 623 1 190 | 3 842 3 268   | 3 539 3 081   | 3 663         | 3 518         | 4 008 4 703   | 3 727       | 3 818       | 4 055  |
| Komárov     | 1 262 1 094 | 1 595 1 483   | 1 575 1 501   | 1 873         | 1 921         | 2 270         | 2 477       | 2 464       | 2 470  |
| Žebrák      | 1 872 1 703 | 1 614 1 451   | 1 484 1 330   | 1 606         | 1 839         | 1 934 2 508   | 1 813       | 1 863       | 2 163  |
| Nižbor      | 2 374 1 299 | 1 770 1 067   | 1 639 1 099   | 1 822 1 240   | 1 760 1 208   | 1 742         | 1 459       | 1 499       | 1 859  |
| Chyňava     | 2 277 1 481 | 2 168 1 405   | 1 696 1 163   | 1 699 1 188   | 1 632 1 192   | 1 566 1 808   | 1 442 1 664 | 1 479       | 1 711  |
| Loděnice    | 526         | 1 460         | 1 367         | 1 637         | 1 560         | 1 503 2 064   | 1 548       | 1 525       | 1 687  |
| Hostomice   | 3 175 2 429 | 2 463 1 915   | 2 079 1 597   | 2 113 1 709   | 1 906 1 646   | 1 721         | 1 566       | 1 528       | 1 653  |
| Hýskov      | 1 403       | 1 636         | 1 295         | 1 313         | 1 271         | 1 247         | 1 194       | 1 219       | 1 592  |
| Zaječov     | 2 003 1 148 | 1 896 1 261   | 2 576 1 000   | 1 677 1 064   | 1 561 996     | 1 410         | 1 358       | 1 357       | 1 400  |
| Hudlice     | 1 533       | 1 851         | 1 392         | 1 389         | 1 356         | 1 278         | 1 173       | 1 177       | 1 235  |
| Lochovice   | 1 637       | 1 754         | 1 408         | 1 633         | 1 459         | 1 328 1 650   | 1 145       | 1 047       | 1 144  |
| Liteň       | 1 297 1 056 | 1 262 1 034   | 1 248 1 046   | 1 136         | 1 012         | 1 028         | 935         | 952         | 1 062  |

### Vývoj počtu obyvatel okresu v letech sčítání
| Rok               | 1869   | 1930   | 1950   | 1961   | 1970   | 1980   | 1991   | 2001   | 2011   |
| ----------------- | ------ | ------ | ------ | ------ | ------ | ------ | ------ | ------ | ------ |
| Počet obyvatel    | 67 316 | 87 895 | 79 519 | 81 550 | 80 025 | 79 077 | 75 859 | 75 684 | 85 500 |
| Hustota zalidnění | 101,70 | 132,79 | 120,14 | 123,20 | 120,90 | 119,47 | 114,61 | 114,34 | 129,17 |

### Cizinci
V roce 2010 byl na Berounsku evidován pobyt asi 2 900 cizinců. Při srovnání s obdobně lidnatými okresy lze zjistit, že se jedná o relativně vysoký počet – například na okrese Klatovy pobývalo téhož roku 2 400 cizinců, na okrese Louny asi 2 000 cizinců a na okrese Vyškov 1 500 cizinců.
Z hlediska národnostního bylo nejvíce Slováků – asi 800, o něco méně (zhruba 750) bylo Ukrajinců, evidováno bylo také asi 350 Vietnamců a 200 Rusů.

### Kriminalita

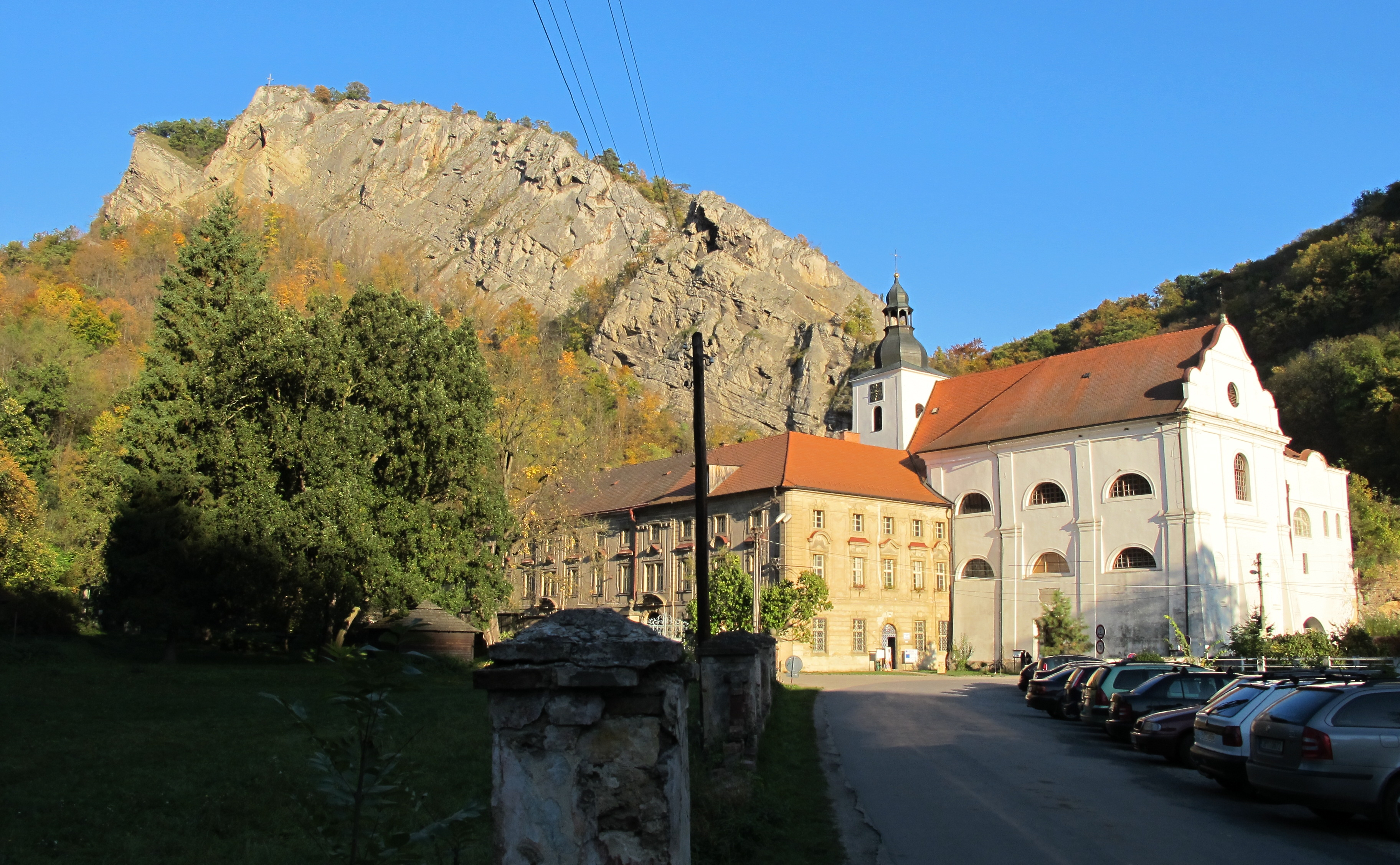
Svatý Jan pod Skalou, poutní místo

V roce 2010 vykázaly orgány činné v trestním řízení Berounska v přepočtu 26 zjištěných trestných činů na 1 000 obyvatel okresu. V celokrajském srovnání šlo o mírně nadprůměrnou hodnotu  (Středočeský kraj – 24 trestných činů/1000 obyvatel). Stejná průměrná hodnota jako ve Středočeském kraji byla spočtena i pro celé Česko.
Ze sousedních okresů byla vyšší kriminalita zjištěna na Příbramsku (28 trest. činů/1000 obyv.) a v okrese Praha-západ (31). Naopak nižší hodnoty kriminality byly zjištěny v okresech Kladno (19), Rakovník (17) a Rokycany (14). Pro srovnání je třeba také uvést, že v Praze připadalo na 1000 obyvatel 51 zjištěných trestných činů.

## Hospodářství
Skladbou hospodářství se Berounsko řadí mezi průmyslové okresy. Dostupné podrobné údaje ke struktuře zaměstnanosti okresu jsou dnes již bohužel relativně zastaralé, protože pocházejí ze sčítání lidu, které proběhlo v březnu 2001. Nové údaje ze sčítání v březnu 2011 k únoru 2012 nebyly zveřejněny.
Ke dni sčítání bylo z celkového počtu asi 75 500 obyvatel okresu na 39 400 obyvatel ekonomicky aktivních. Dle tradičního rozdělení hospodářství na tři sektory bylo v primárním hospodářském sektoru (zemědělství, lesnictví a těžba) zaměstnáno 4,5 % pracujících, v sekundárním sektoru (průmysl a stavebnictví) 43 % pracujících a v terciárním sektoru (veřejné i soukromé služby) zbývajících 52,5 % pracujících.
Podrobněji byl nejvyšší podíl zaměstnaných osob evidován ve zpracovatelském průmyslu – 31,2 %, dále v obchodě a opravnách – 11,9 %, ve stavebnictví – 10,2 % a v dopravě 9,1 %.
Míra nezaměstnanosti se v okrese pohybovala okolo 7 % (dle údajů MPSV k 31. lednu 2012 – 6,8 %).

### Zemědělství
Z hlediska půdního fondu je podíl orné půdy (v poměru k výměře zemědělské půdy) na Berounsku 73,9 %. Ve srovnání s průměrem Středočeského kraje je to nižší procento zornění (Středočeský kraj – 83,1 %), nicméně v porovnání s procentem zornění celé plochy Česka – 71,1 % se jedná o průměrnou hodnotu.
Z celkové plochy okresu tvoří asi 35 % lesy. V poměru k nezemědělské půdě okresu to je 75 %, což je vyšší hodnota než průměr kraje – 70 %. Okres Beroun je v kraji charakteristický nejnižším procentem zastoupení vodních ploch ku nezemědělské půdě – okres je poměrně chudý na rybníky a přehrady.
Z hlediska půdních druhů jsou na Berounsku nejvíce zastoupeny jílovohlinité půdy, charakteristické pro celé povodí řeky Berounky. Nejrozšířenějšími půdními typy jsou hnědé půdy nižších poloh, v údolí Berounky jsou zastoupeny půdy zamokřené.
Okres Beroun je obilnářskou zemědělskou výrobní oblastí. Rostlinná výroba okresu je tedy charakterizována zejména pěstováním pšenice, ječmene a pícnin, nadprůměrně jsou zastoupeny také ovocné sady a zahrady (částečně souvisí s příměstským zemědělstvím). Ve východní části okresu se pěstuje také cukrová řepa. Živočišná výroba okresu je orientována především na chov skotu a prasat.
Středisky zemědělské výroby jsou zemědělská družstva. Největší z nich sídlí v Mořině. Další velká zemědělská družstva mají sídlo v Tetíně, Bykoši, ve Rpetech a na Chyňavě. V okrese dnes působí také větší počet soukromých zemědělců.

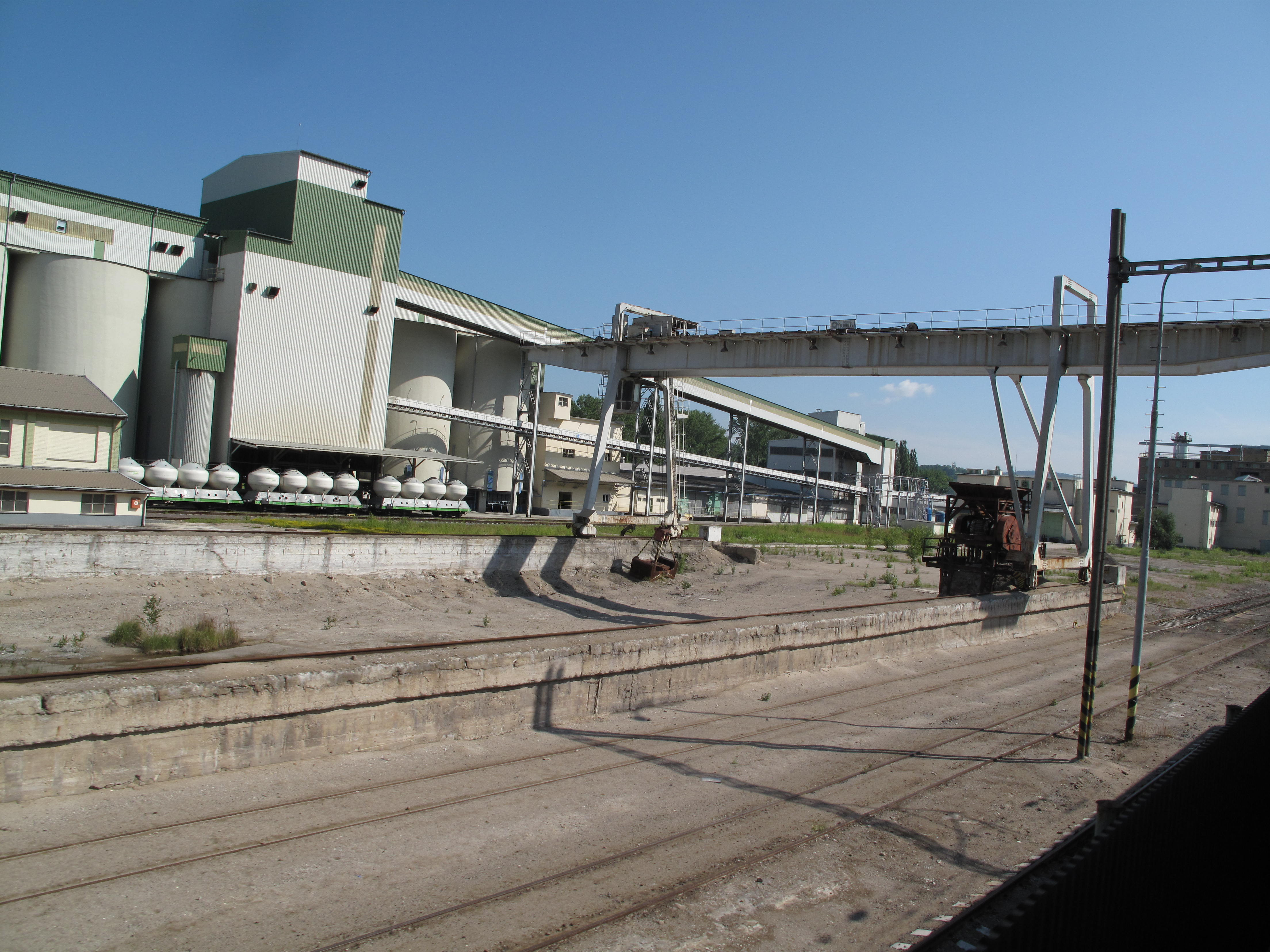
Cementárny a železárny u železniční trati mezi Berounem a Královým Dvorem

### Těžba
Oblast Českého krasu je svým charakterem přirozeně bohatá na vápenec. Jeho těžba má na Berounsku velmi dlouhou tradici. Mnohé vytěžené lomy jsou dnes využívány rekreačně, případně se staly novými, státem chráněnými biotopy.
V současnosti se těží vápenec v lomech Mořina – u Trněného Újezda, u Bubovic a u Tetína, a ve Velkolomu Čertovy schody u Tmaně.
Na těžbu vápence přirozeně navazuje činnost cementáren a vápenek. Výroba v poslední cementárně na Berounsku, v Králově Dvoře, patřící společnosti Českomoravský cement, byla od října 2003 podle informací společnosti dočasně přerušena a rozhodnutí o budoucnosti závodu odloženo. V roce 2015 proběhla demolice objektů výroby cementu a v areálu nadále funguje balicí linka, oddělení expedice a správa koncernu. Cement se v současné době vyrábí pouze v nepříliš vzdálené cementárně v Praze 5 – Radotíně.

### Průmysl
Průmyslová výroba okresu je soustředěna zejména podél hlavní rozvojové osy – dálnice D5. Tradičním odvětvím na Berounsku je hutnictví, které navazovalo na dřívější těžbu železa. I přes pokles výroby, privatizaci a restrukturalizaci podniku provedenou po roce 1990 vyrábějí dodnes železárny a slévárny Králův Dvůr (společnost KD Foundry) široký sortiment odlitků z železné litiny.
Vedoucí úlohu v průmyslové výrobě okresu však převzal strojírenský průmysl, specializovaný zejména na výrobu součástí a vybavení automobilů. Ke zdejšímu tradičnímu výrobci pístních kroužků – Buzuluk Komárov, který se počtem zaměstnanců i výměrou závodu řadí mezi největší zaměstnavatele okresu, se přidaly nadnárodní podniky Valeo (vyrábí klimatizační jednotky a topení), Mubea (autodíly) a Schwarzmüller (přívěsy pro nákladní auta), jejichž závody vznikly v nové průmyslové zóně při dálnici D5 u Žebráku. V současné době je největším zaměstnavatelem okresu firma Kostal se sídlem ve Zdicích, která se specializuje na výrobu elektrických a elektromechanických součástek pro automobilový průmysl. Firma zaměstnává na 1 100 lidí.
Největším závodem v Hořovicích je dnes firma Saint Gobain – Sekurit vyrábějící skla do aut. Tradiční hořovické podniky jako ČKD nebo Delicia ukončily v důsledku ekonomických problémů výrobu. Z původních větších hořovických závodů funguje dodnes ALBA, která vyrábí gastronomická varná zařízení pro restaurace a jídelny.
Struktura průmyslové výroby se za posledních 20 let změnila také v Berouně. Původní textilní výroba v závodě TIBA byla ukončena. Přestavěn a modernizován byl původní závod Frigera na výrobu chladicích boxů. V roce 1992 byl převzat německou firmou Linde, která v roce 1999 převzala švédskou skupinu AGA (mj. AGA Cryo).. Od roku 2004 je součástí amerického koncernu Carrier. Na tradici výroby střešních krytin v Eternitce v Berouně-Závodí navázala firma Cembrit.
Z dalších významných průmyslových podniků lze jmenovat Gramofonové závody – Digital media v Loděnici, které vyrábějí hudební a datové nosiče a betonárku Prefa v Hýskově patřící v současné době firmě Savas.

### Služby

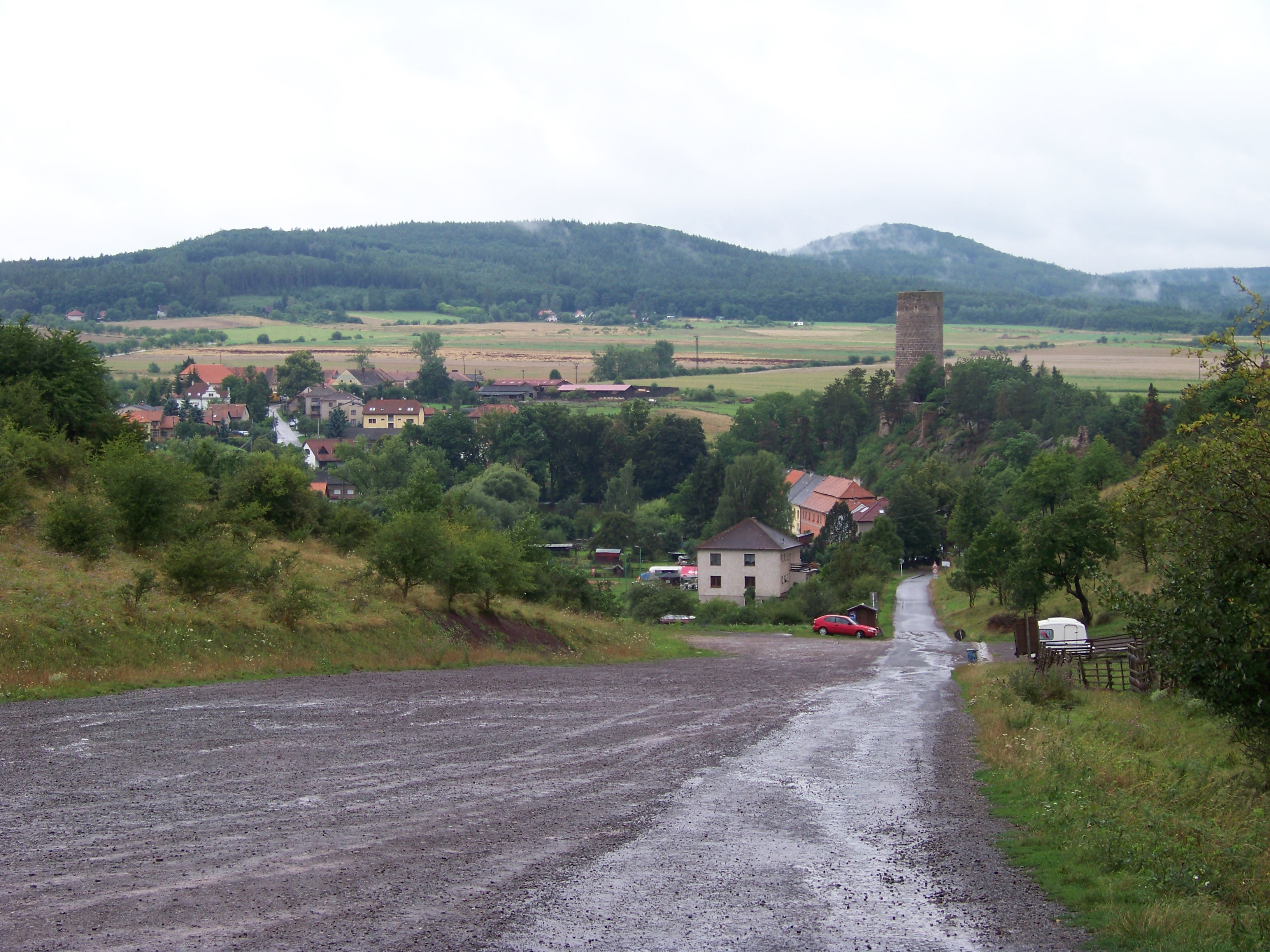
Vesnice Točník se zříceninou hradu Žebrák

Podíl obslužné sféry na zaměstnanosti okresu se neustále zvyšuje. Již při sčítání v roce 2001 zaměstnával sektor služeb více než 50 % pracujících okresu a lze předpokládat, že v dnešní době bude tento podíl ještě o něco vyšší. K bouřlivému rozvoji služeb došlo po roce 1989, kdy začalo mnoho lidí podnikat např. v administrativě, obchodě, dopravě nebo servisu. Značný počet pracovníků zaměstnávají také nadnárodní obchodní řetězce, telekomunikační společnosti nebo peněžní ústavy.
K sektoru služeb lze řadit i služby veřejné, jako např. pošty, hasičské nebo policejní sbory. Poštovních úřadů se nachází v okrese 32. Nacházejí se ve větších vesnicích okresu (cca nad 500 obyvatel) a ve všech městech. V dřívějším okresním městě jsou pošty dvě.
Na bezpečnost v okrese dohlíží územní odbor Policie ČR Beroun (dříve okresní ředitelství), pod který spadají obvodní oddělení policie Beroun, Hořovice, Karlštejn, Králův Dvůr a Zdice.
Požární ochranu zajišťuje odbor HZS Beroun s profesionálními požárními stanicemi v Berouně a v Hořovicích. Významnou pomocí jsou tradičně dobrovolné hasičské sbory ve většině obcí okresu.
Z hlediska soukromých služeb má největší význam obchod. Již téměř stopadesátiletou tradici má spotřební družstvo Jednota Hořovice. Za socialismu se jednalo o téměř monopolní obchodní organizaci na Berounsku. Na rozdíl od některých jiných „okresních“ spotřebních družstev, přežila hořovická Jednota převrat v roce 1989 a podařilo se jí expandovat i do sousedních okresů Rokycany, Rakovník a Příbram. Dnes provozuje družstvo 73 prodejen rozesetých po celém území okresu a řadí se mezi významné zaměstnavatele. Samozřejmostí jsou však dnes velké obchodní řetězce, které také na Berounsku provozují několik supermarketů i hypermarketů. V Berouně mají pobočky řetězce Albert, Billa, Lidl, Kaufland a Penny Market, v Hořovicích fungují prodejny Billa, Lidl a Penny Market. Na rozhraní Berouna a Králova Dvora vyrostl po roce 2000 hypermarket Albert (dříve Hypernova), v Žebráku funguje supermarket TIP patřící spotřebnímu družstvu Jednota.
Na Berounsku mají pobočky také všechny v Česku působící významnější peněžní ústavy – spořitelny a banky. Tradiční Česká spořitelna má filiálky v Berouně, v Králově Dvoře, v Hořovicích, ve Zdicích, v Hostomicích, v Žebráce a v Komárově; pobočky Komerční banky jsou v Berouně a v Hořovicích. Pouze v okresním městě nabízí své služby ČSOB, GE Money Bank, Wüstenrot a Raiffeisen stavební spořitelna.
Vzhledem ke značné turistické atraktivitě berounského okresu má v oblasti velký význam sektor ubytovacích a stravovacích služeb. Ubytovací kapacity jsou nejvíce koncentrovány do vlastního Berouna a do údolí Berounky, především na Karlštejn a do Srbska. Největším hotelem okresu je hotel Na Ostrově v Berouně-Závodí se 214 lůžky, vybudovaný v roce 1994.

### Statistické údaje
V roce 2008 byla průměrná hrubá měsíční mzda v průmyslu v okrese Beroun 23 349 Kč, což bylo téměř o 1 000 Kč více, než průměrná hrubá mzda za celé Česko. Z hospodářského hlediska je Berounsko silný a perspektivní region charakteristický nízkou nezaměstnaností, vysokým přírůstkem obyvatelstva a vysokou mírou zahraničních investic.
Stavem přímých zahraničních investic se okres Beroun řadí po okrese Mladá Boleslav na druhé místo v kraji a na šesté místo v rámci celé republiky. V roce 2008 dosahovaly tyto investice 258 milionů Kč na každých 1 000 obyvatel okresu.
Míra nezaměstnanosti v období od roku 2004 nepřekročila nikdy hranici 8 % a vždy se nacházela pod republikovým průměrem. Nejnižší hodnoty nezaměstnanosti byly zaznamenány na vrcholu hospodářské konjunktury v roce 2008, kdy Úřad práce průměrně evidoval pouze 3,38 % nezaměstnaných. Během dalších dvou let se situace poměrně radikálně zhoršila, nezaměstnanost v okrese vystoupala až na 7,28 % za rok 2010. Dle údajů Úřadu práce ČR k 31. lednu 2012 činila míra nezaměstnanosti na Berounsku 6,8 %, což představovalo nižší hodnotu než v případě Česka (9,1 %) i Středočeského kraje (7,4 %). Ze sousedních okresů byly nižší míry nezaměstnanosti zjištěny na Rokycansku (6 %) a na okrese Praha-západ (4,1 %). Naopak v ostatních sousedících okresech byla nezaměstnanost vyšší – na Rakovnicku (9 %), na Kladensku (9,3 %) a na Příbramsku dokonce 10,9 %. Okres Beroun měl v lednu 2012 dvanáctou nejnižší nezaměstnanost ze 77 okresů republiky. Na jedno volné pracovní místo připadalo průměrně 10 uchazečů, přičemž republikový průměr byl 15.
Úřad práce rozděluje okres Beroun pro své potřeby na 12 mikroregionů pojmenovaných podle jejich největšího sídla (střediska). Z těchto mikroregionů byla v lednu 2012 zjištěna nejvyšší míra nezaměstnanosti v Suchomastech (11,1 %), naopak nejnižší v oblasti Komárova (5,2 %). V okolí Berouna byla zjištěna nezaměstnanost 8,7 %, v nejbližším okolí Hořovic 5,8 %.

## Školství a zdravotnictví
Síť škol okresu je tvořena 49 mateřskými školami a 39 základními školami. Z toho čtyři ZŠ mají sídlo v Berouně a dvě v Hořovicích. V menších obcích okresu se nachází malotřídní školy, většinou pouze se žáky od 1. do 4. (nebo 5.) ročníku.
Středoškolská síť je tvořena Gymnáziem Joachima Barranda v Berouně a Gymnáziem Václava Hraběte v Hořovicích, dále Obchodní akademií a soukromou Manažerskou akademií v Berouně, Střední pedagogickou školou a Střední zdravotní školou v Berouně a větším počtem středních odborných škol a učilišť se sídlem v Berouně, Hořovicích, Litni a Oseku.

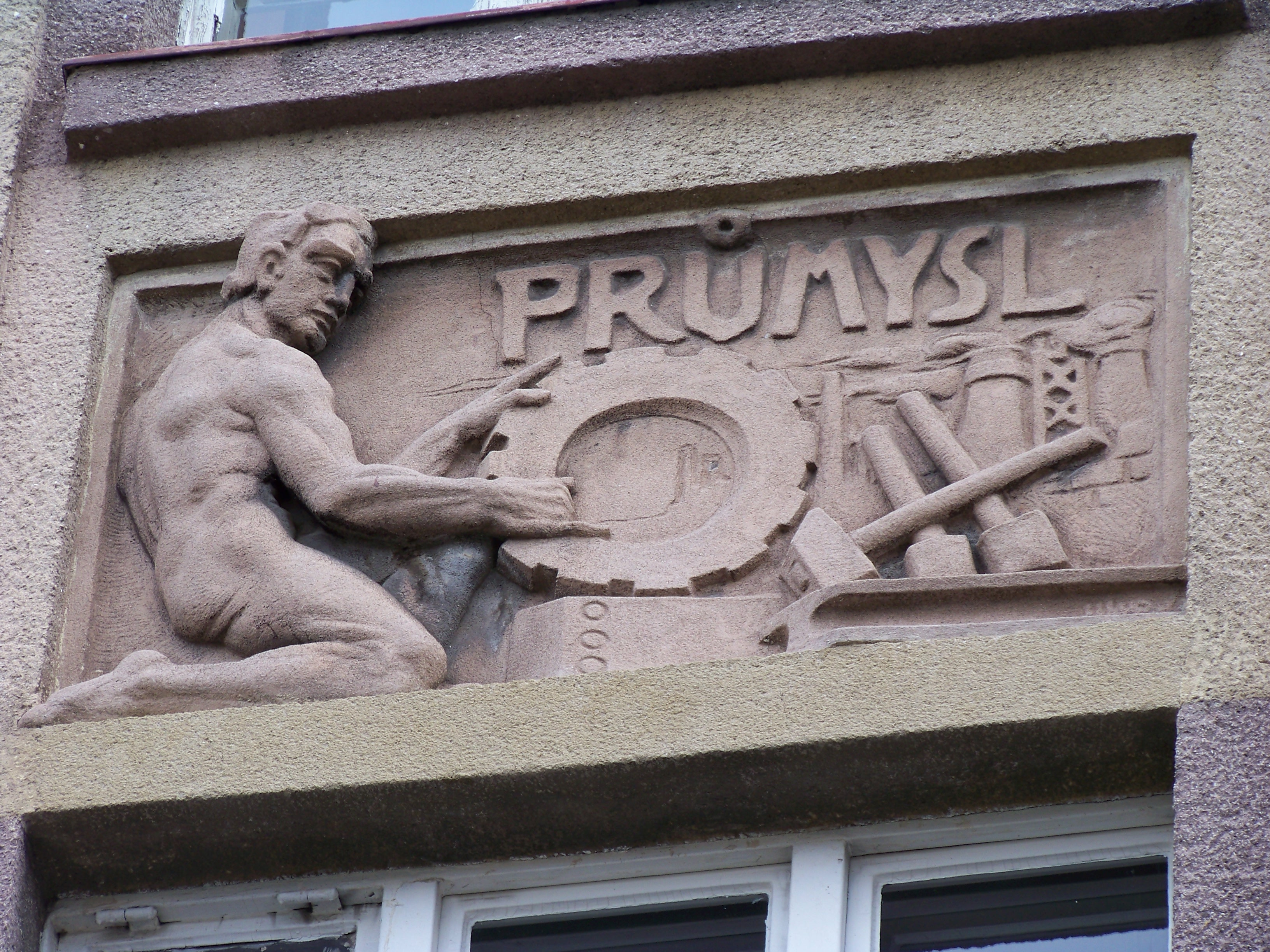
Prvorepubliková budova Obchodní akademie v Berouně

Zdravotní péči na Berounsku zajišťují nemocnice v Hořovicích a v Berouně. Nemocnice Hořovice, která byla v roce 2007 privatizována, prochází v současné době rozsáhlou modernizací a rozšiřováním kvality a spektra nabízené péče. Péče je poskytována na 14 odděleních, nejvýznamnějšími jsou interna, chirurgie, neurologie, ortopedie, dětské a gynekologicko-porodnické. Hořovická nemocnice, zejména její gynekologicko-porodnické oddělení, požívá velmi dobré pověsti a její služby vyhledávají i mnozí pacienti nepocházející ze spádové oblasti Berounska. Naopak nemocnice v Berouně prošla v posledních letech redukcí počtu akutních lůžek i oddělení a je specializována především jako rehabilitační nemocnice.
Ambulantní péči zajišťují oddělení polikliniky v Berouně a nemocnice v Hořovicích. Ve větších obcích okresu mají své ordinace obvodní lékaři. V Berouně, Hořovicích a Zdicích jsou výjezdová stanoviště Zdravotnické záchranné služby Středočeského kraje.

## Doprava
Berounským okresem prochází ve směru severovýchod–jihozápad hlavní dopravní tahy mezinárodního významu spojující Prahu, Plzeň a Německo. Mezi dopravní tahy regionálního významu patří silnice II. třídy a jednokolejné železniční tratě ve směru Beroun–Rakovník, Zdice–Příbram, příp. Beroun–Kladno (pouze silniční spojení).

### Silniční doprava
Úhrnná délka silniční sítě berounského okresu je 696 km. 73 % délky silniční sítě je tvořeno silnicemi III. tř., 22 % tvoří silnice II. třídy a zbývajících 5 % připadá na délku dálnice D5. Ta je nejvýznamnější dopravní tepnou okresu.

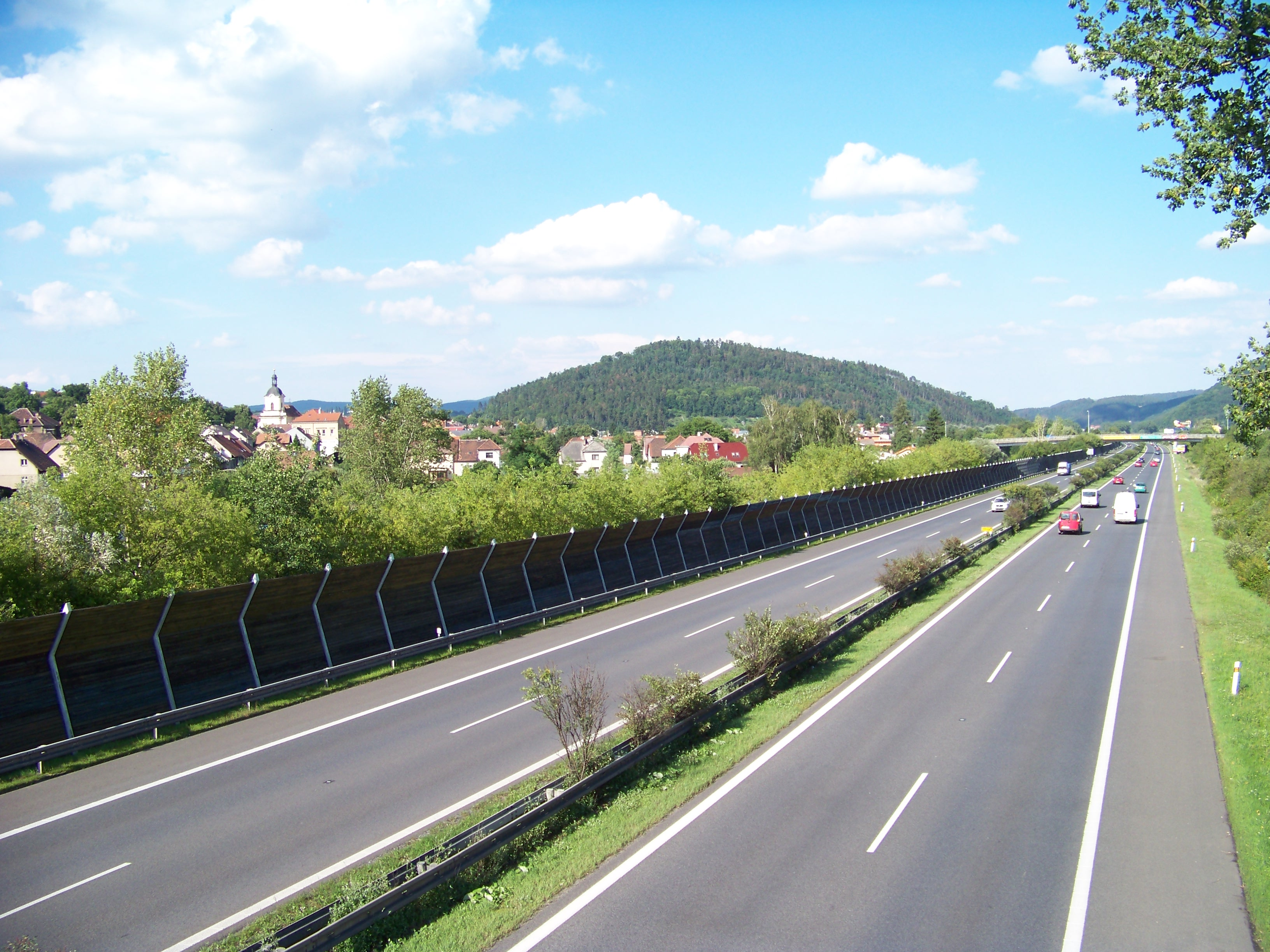
Dálnice D5, úsek u Zdic

Celková délka dálnice na území Berounska od Loděnice po Cerhovice je asi 35 km. Dávnou předchůdkyní dnešní dálnice byla stará obchodní stezka z Prahy do Norimberka, kterou později nahradila státní silnice (dnes silnice II/605 vedená souběžně s dálnicí D5). V okrese Beroun je na dálnici vybudováno sedm sjezdů – ve směru od Prahy: Loděnice, Beroun-východ, Beroun-centrum, Beroun-západ (Králův Dvůr), Bavoryně, Žebrák a Cerhovice. Úseky dálnice z Prahy na západní okraj Berouna byly předávány do provozu postupně v letech 1982–1985, navazující úsek Beroun–Bavoryně zahájil provoz na podzim 1989 a konečně další úsek Bavoryně – Mýto, na který navazovala již dokončená dálnice do Plzně, byl zprovozněn na podzim 1995. Vybudování dálnice přineslo obcím a městům při „státní silnici“ úlevu od tranzitní osobní i nákladní dopravy a také četné zahraniční investiční projekty.
Ze silnic druhé třídy mají větší význam silnice II/118 (bývalá silnice I/30 spojující Příbram přes Lochovice a Zdice s Berounem a pokračující dále přes Chyňavu do Kladna), II/116 (vedoucí z Dobřichovic údolím Berounky přes Karlštejn do Berouna a dále do Nižbora a Lán), II/115 (vedoucí ze Zbraslavi přes Černošice údolím Berounky do Řevnic a dále přes podbrdské obce Svinaře, Skuhrov, Osov a Hostomice do Jinec) a konečně II/117 (spojující sjezd z dálnice v Žebráku s Hořovicemi, Komárovem a Olešnou a pokračující dále přes Strašice a Mirošov na Rokycansku do Spáleného Poříčí).
Okresem prochází také silnice II/114, II/115, II/116, II/117, II/118, II/236 a II/605.

### Železniční doprava
Na Berounsku je hustá síť železničních drah. Nejvyšší význam má hlavní trať 170 z Prahy přes Plzeň do Chebu a dále do Německa. Tato dvoukolejná, elektrizovaná trať je charakteristická značnou hustotou provozu, zejména v úseku z Prahy do Berouna, který je v jízdních řádech vyčleněn jako „souhrnná doprava Praha-Beroun“. V roce 2012 se dokončovaly práce na optimalizaci tratě v úseku Beroun–Rokycany, která měla přinést zvýšení cestovní rychlosti, komfortu přepravy i efektivity provozu. Zcela přestavěny byly železniční stanice ve Zdicích a Hořovicích. Naopak ještě frekventovanější úsek Praha–Beroun na svoji přestavbu i přes havarijní technický stav stále ještě čekala. Projekt na výstavbu vysokorychlostní mezinárodní tratě, která by byla v úseku Praha–Beroun vedena jedním z nejdelších evropských tunelů pod masivem Českého krasu, byl z finančních důvodů odložen na dobu neurčitou, a tak bude zřejmě nutné řádně přestavět alespoň stávající trať vedenou údolím Berounky.
V roce 2012 byly na trati v hodinovém taktu vedeny rychlíky Praha–Plzeň, které dále z Plzně pokračovaly do Chebu, Klatov nebo přes Domažlice do Německa (Mnichov, Norimberk). Přibližně ve čtyřhodinovém taktu je doplňovaly rychlíky z Prahy přes Beroun, Zdice, Příbram a Protivín do Českých Budějovic, vedené dieselovou lokomotivou. Rychlíky Praha–Cheb zastavovaly na Berounsku v Berouně, Zdicích a Hořovicích, ostatní rychlíky směřující na Plzeň stavěly většinou pouze v Berouně a v Hořovicích. Rychlíky do Českých Budějovic zastavovaly v Berouně, ve Zdicích a v Lochovicích. V půlhodinovém taktu jezdily osobní vlaky z Prahy do Berouna, které na území okresu staví v Zadní Třebani, na Karlštejně, v Srbsku a v Berouně. V současné době jsou na tyto vlaky nasazovány moderní elektrické pantografové jednotky City Elefant. Každé dvě hodiny odjíždějí z Berouna po hlavní trati osobní vlaky směrem na Plzeň. Na Berounsku zastavují ve stanicích a zastávkách Králův Dvůr, Popovice, Zdice, Stašov, Praskolesy, Hořovice a Cerhovice.

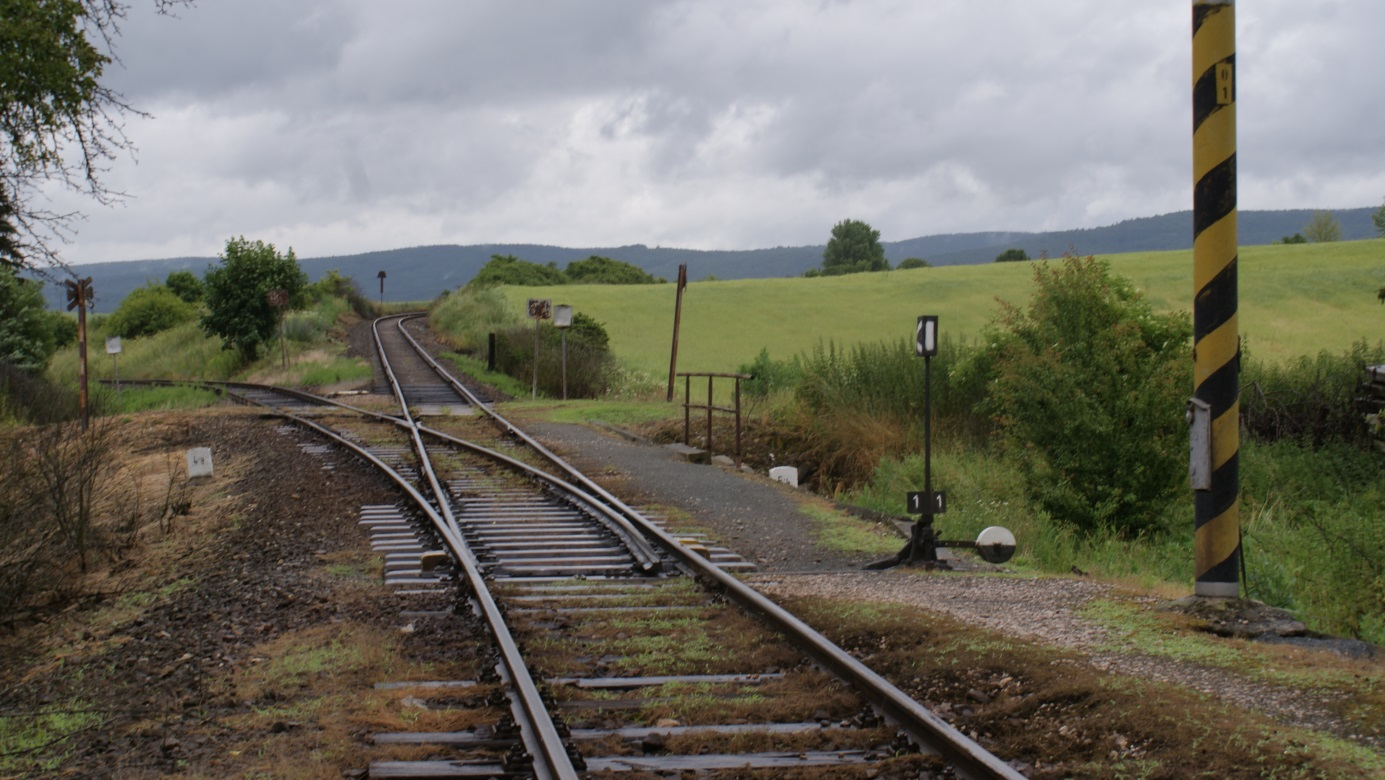
Výhybka pro změnu směru jízdy vlaku v úvraťové železniční stanici Liteň na trati 172: vlevo směr Zadní Třebaň, vpravo směr Lochovice

Ostatní tratě na území okresu jsou jednokolejné a neelektrizované. Nicméně i po trati 200 ze Zdic do Protivína jsou vedeny rychlíky. Osobní vlaky ze Zdic (příp. i z Berouna) směrem na Příbram, Březnici a Protivín jezdí po většinu dne ve dvouhodinovém intervalu. Na trati jsou zastávky Libomyšl a Lochovice, dále trať pokračuje územím okresu Příbram. Stanice v Lochovicích je malým železničním uzlem. Na protivínskou trať zde navazuje železniční trať 172 – lokálka ze Zadní Třebaně na trati Praha–Beroun. Ve směru od Zadní Třebaně má zastávky Běleč, Liteň (úvraťová železniční stanice), Skuhrov pod Brdy, Nesvačily, Všeradice, Vižina, Osov, Hostomice, Radouš, Neumětely a Lochovice. Také na této trati jezdí motorové osobní vlaky většinou v dvouhodinovém intervalu. Jediným přímým dopravním spojením Berouna a Rakovníka jsou osobní vlaky vedené údolím Berounky a Rakovnického potoka po trati 174. Vlaky jezdí v dvouhodinovém, ve špičkách pracovních dnů i v hodinovém intervalu a na Berounsku zastavují ve stanicích Beroun-Závodí, Hýskov, Nižbor a Žloukovice. Vlaky na trati jsou velmi vytíženy zejm. o víkendech a v létě, protože dopravují turisty do turisticky exponované oblasti Křivoklátska. Poslední lokálkou na Berounsku je trať 173 Praha-Smíchov – Rudná – Beroun, která bývá při výlukách na hlavní trati využívána i jako objízdná trasa pro rychlíky z Prahy na Beroun. Motorové osobní vlaky jezdí v současné době pouze ve špičkách pracovních dnů a na území okresu zastavují ve směru od Prahy v Loděnici, ve Vráži u Berouna a v žst. Beroun-Závodí.

### Autobusová doprava
Autobusy mají ve veřejné dopravě na Berounsku velký význam pro místní dopravní obslužnost. Autobusové spojení mají všechny obce okresu, až na Srbsko a Karlštejn, které jsou kvalitně obslouženy vlakovou dopravou.

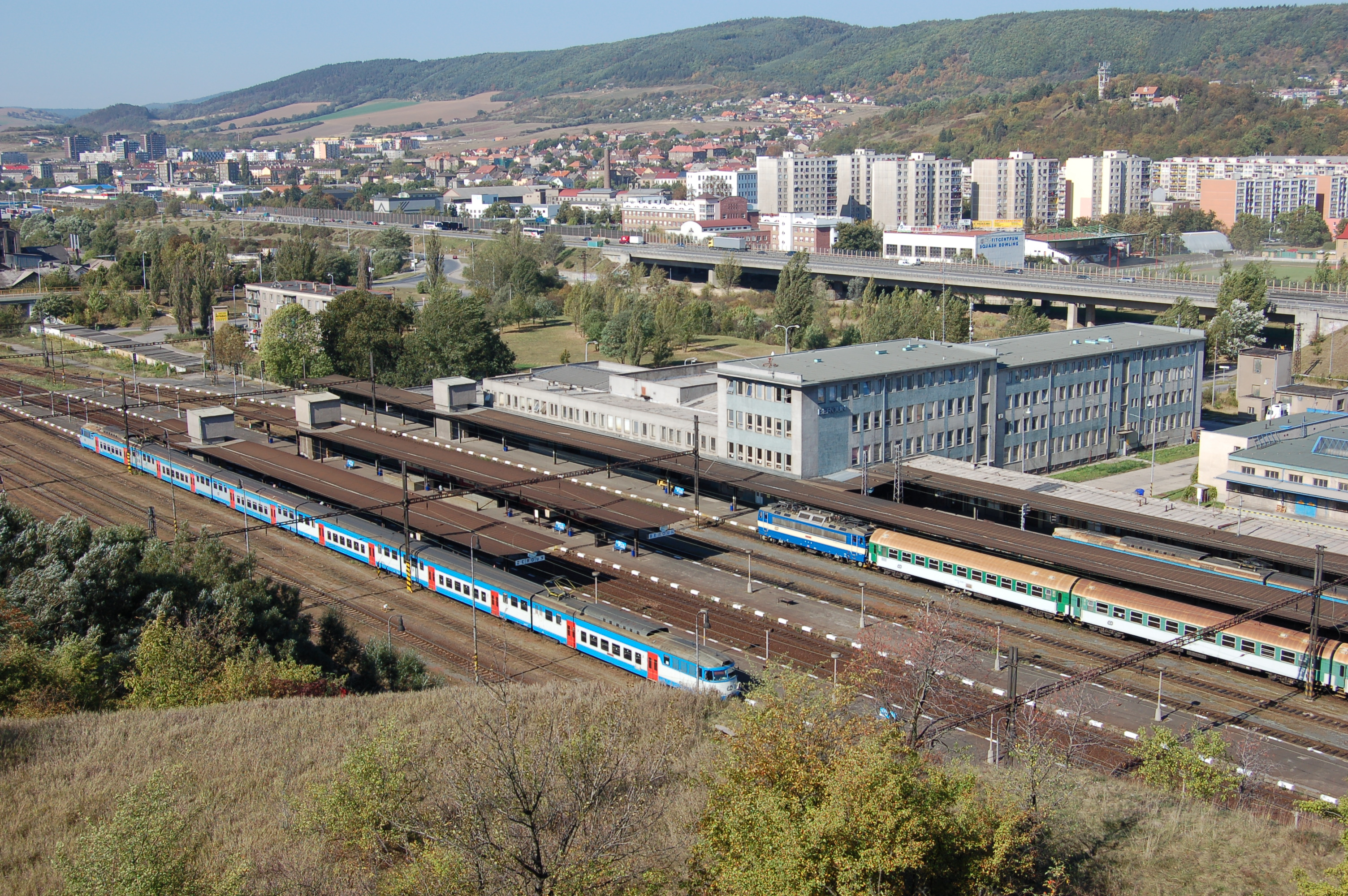
Rozsáhlý areál železniční stanice Beroun

Přepravu na drtivé většině autobusových linek Berounska zajišťuje společnost PROBO BUS se sídlem v Králově Dvoře. Firma vznikla privatizací (1995) a sloučením (1999) původních státních podniků ČSAD Hořovice a Beroun, které vznikly po rozpadu krajského podniku ČSAD Praha. V roce 2004 převzala společnost PROBO také činnost původního státního podniku ČSAD Praha-západ se sídlem na Smíchově. V současnosti zaměstnává společnost PROBO BUS přes 200 lidí a má garáže i informační kanceláře pro cestující v Berouně (Králově Dvoře), v Hořovicích a v Praze. Téměř všechny linky PROBO BUSu jsou zařazeny do Středočeské integrované dopravy, konkrétně linky provozované na území okresu Beroun jsou odlišeny písmenem C a dvojčíslím linky. Nezanedbatelnou složkou činnosti společnosti je provozování městské hromadné dopravy v Berouně a v Hořovicích. V Berouně jsou v provozu tři linky označené písmeny A, B a C, v Hořovicích jezdí jedna linka MHD určená zejména ke spojení nádraží s náměstím a nemocnicí.
Značný význam má autobusové spojení Berouna s Prahou, které je zajišťováno kromě spojů PROBO BUSU i jednou linkou dopravce Veolia transport zařazenou do systému Pražské integrované dopravy pod číslem 380. Zatímco většina linek PROBO BUSU již do Berouna přijíždí např. ze Zdic, Hořovic, Cerhovic, Žebráka nebo Komárova a pokračuje bez dalších zastávek dále po dálnici na konečnou Praha – Nové Butovice, linka 380 zastavuje v obcích na původní státní silnici (Vráž, Loděnice, Rudná) a končí v terminálu Praha – Zličín. Pro rychlé spojení západní části okresu (oblasti Hořovic a Žebráka) s Prahou je v provozu také několik přímých spojů, které nezajíždí ani do Berouna.
Nejvyšší frekvenci spojů má linka Zdice – Beroun – Praha. V pracovní dni jezdí téměř každou hodinu autobusy společnosti ČSAD MHD Kladno na lince z Berouna přes Chyňavu do Kladna. V rámci okresu je relativně hustý provoz na linkách Hořovice – Praskolesy – Zdice – Beroun; Beroun – Nový Jáchymov; Hořovice – Žebrák – Broumy a Hořovice – Komárov – Zaječov. Většina spojů na těchto linkách je však provozována pouze v pracovní dny. Značný význam pro spojení západní části okresu s oblastí Příbramska má linka Hořovice – Příbram, která je v provozu celotýdně. V pracovní dny vyjíždí z Hořovic na Příbram autobusy téměř každou hodinu. Na Berounsku zastavují ještě v obcích Rpety a Felbabka a dále pokračují přes Jince do Příbrami na konečnou Zdaboř, Žežická.

## Historický vývoj okresu Beroun
Nejznámějším doloženým pravěkým sídelním celkem na Berounsku je keltské oppidum ve Stradonicích datované přibližně do 1. století před naším letopočtem (do mladší doby železné). V místě původního opevněného hradiště bylo nalezeno na 30 tisíc předmětů ze železa, bronzu a zlata.
Přibližně ve druhé polovině 6. století se na českém území usídlili první Slované. Území Berounska obýval kmen Čechů, a tak se řadí mezi jádra české státnosti. Nejvýznamnějším střediskem dnešního berounského okresu byl v dobách prvních Přemyslovců kněžský dvorec na Tetíně, který vznikl zřejmě na sklonku 9. století. Údajně zde měl často pobývat kníže Bořivoj I. se svou ženou sv. Ludmilou. V období konce 9. století žil v jeskyni v dnešním Svatém Janu pod Skalou poustevník – svatý Ivan, syn krále Gostomysla, který se rozhodl zříci se vlády po svém otci a žít v osamění a rozjímání. Dle pověstí se setkal s knížetem Bořivojem, který ve Svatém Janu nechal po Ivanově smrti vystavět kapli sv. Kříže. Po smrti knížete Bořivoje přesídlila kněžna Ludmila na Tetín trvale a 15. září 921 zde byla na příkaz své snachy Drahomíry uškrcena. Významným opěrným bodem přemyslovského státu v lesnaté oblasti Křivoklátska bylo také hradiště na Velízi nad obcí Kublov, kde zřejmě již v 9. století stávala předrománská svatyně. V roce 1003 zde byl příslušníky rodu Vršovců zajat a mučen český kníže Jaromír z přemyslovské dynastie. Po svém osvobození nechal na tomto místě vybudovat předrománský kostel sv. Jana Křtitele s benediktýnským proboštstvím, z něhož v pozdějších dobách vznikl klášter. K podobným mocenským střetům došlo na Berounsku dvakrát i ve století následujícím – v roce 1179 u Loděnice, kdy se střetly družiny knížat Soběslava II. a Bedřicha (oba z rodu Přemyslovců, přičemž vítězem tohoto střetu byl kníže Soběslav II.) a v roce 1193 u Zdic, kdy došlo ke střetu mezi vojsky krále Přemysla Otakara I. a pražského biskupa Jindřicha, který skončil útěkem budoucího krále Přemysla Otakara z bojiště.
Z hlediska vývoje sídelní struktury lze doložit již v 9. století existenci tehdy trhové vsi Žebráku při kupecké stezce z Prahy do Bavor, v průběhu 10. století se objevují stopy prvního osídlení v oblasti dnešních Hořovic, v roce 1039 dle některých pramenů vznikly Zdice při kolonizaci oblastí západně od Prahy po návratu knížete Břetislava z vítězného tažení do Polska. Nedlouho poté, v roce 1045, se ve Zdicích podle některých zdrojů narodil nejvýznamnější český středověký kronikář Kosmas. V 11. století je poprvé připomínán také Beroun, konkrétně v roce 1088 se objevují první písemné zmínky o osadě Na Brodu, která vznikla při brodu na kupecké stezce z Prahy do Bavorska v místech dnešní čtvrti Závodí.

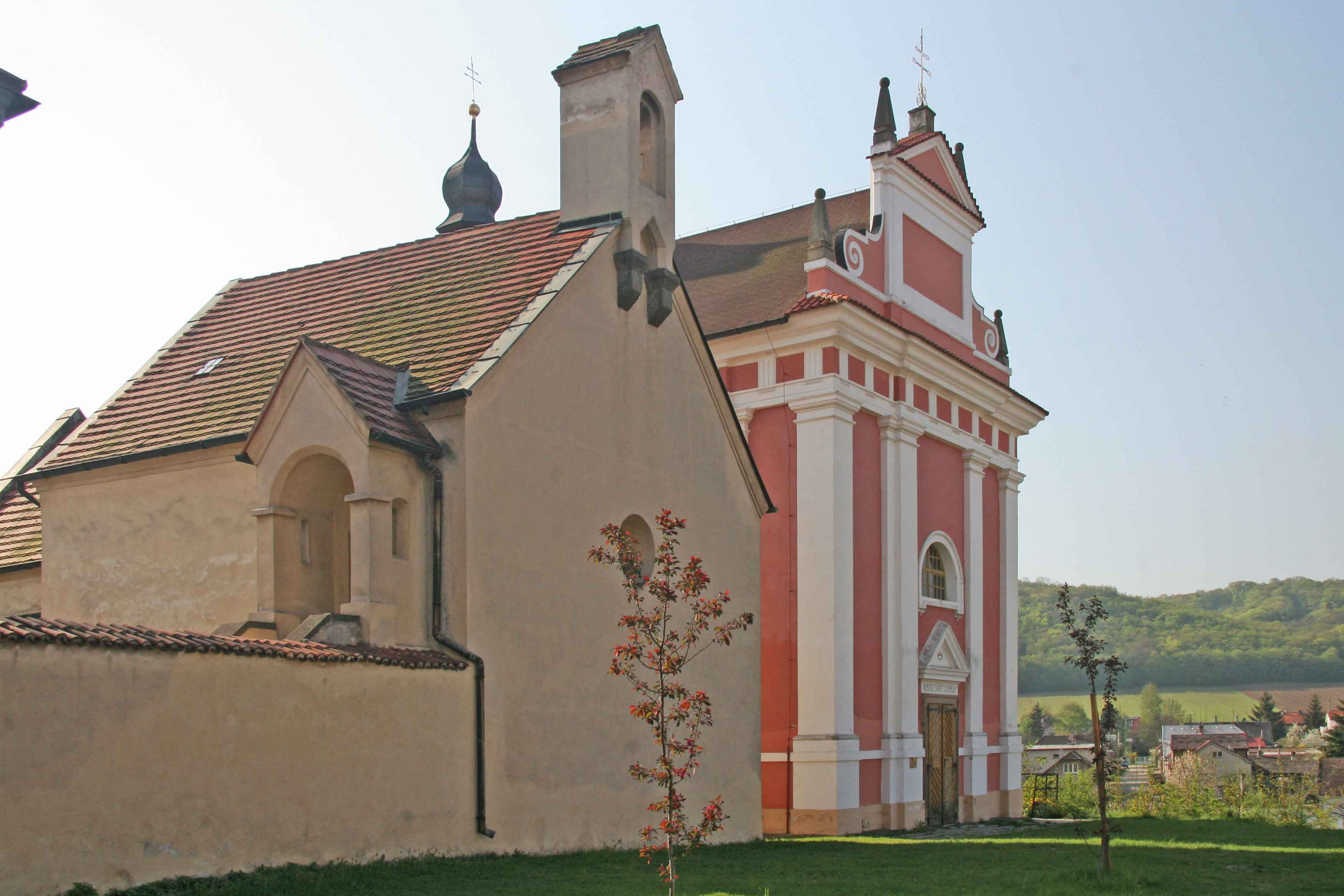
Kostely svaté Kateřiny a svaté Ludmil v Tetíně

Větší rozvoj sídelní struktury nastal v průběhu 12. a 13. století, kdy docházelo ke kolonizaci dosud neobydlených oblastí. Na sklonku 12. století vzniká hrad v Hořovicích, který je předchůdcem tamního starého zámku. Za vlády Přemysla Otakara II. dochází také ke stavebnímu rozvoji Berouna, z něhož vyrostla velká trhová ves povýšená za krále Václava II. v roce 1303 na město, které se stalo centrem rozsáhlé podbrdské oblasti. Vznikají také kláštery ve Svatém Janu pod Skalou a ve Svaté Dobrotivé. V průběhu 13. století se staví mnohé hrady – např. královský lovčí hrádek v Nižboru a hrady Valdek a Žebrák, které v počátcích své existence patřily rodu Zajíců z Valdeka. Až do 13. století spadají také počátky železářské tradice na Berounsku – doloženy jsou první železné doly např. na Krušné hoře u Hudlic, prokazatelně se těžilo a zpracovávalo železo již také v oblasti Hořovic a Komárova.
Po zavraždění krále Václava III. v roce 1306 nastupují na trůn panovníci z rodu Lucemburků. V tomto období vznikají mnohé památky vystavěné v gotickém slohu – kostely, hrady i tvrze. Největší stavbou realizovanou v tomto období a dodnes nejvýznamnější historickou památkou okresu Beroun je hrad Karlštejn, který nechal v letech 1348–1357 na vápencové skále nad údolím Berounky vybudovat „otec vlasti“ – český král a římský císař Karel IV. Na hradě nechal Karel IV. uschovat české i římské korunovační klenoty a relikvie svatých. Karlův syn, Václav IV., se často uchyloval na hrad Žebrák, který nechal koncem 14. století přestavět. Protože se však hrad z prostorových důvodů nemohl dále rozšiřovat, nechal Václav IV. v roce 1398 vybudovat nedaleký hrad Točník, který měl svým rozsahem dokazovat význam Václava jako římského císaře. Hrad však nakonec zřejmě z ekonomických důvodů nebyl dokončen zcela dle Václavových představ. Na Točníku se v roce 1412 neohroženě před králem a jeho radou zodpovídal Jan Hus z obvinění z kacířství. Husovi hrozil již tehdy trest smrti, ale podařilo se mu trest zvrátit kompromisem – za příslib, že opustí Prahu, byl propuštěn.

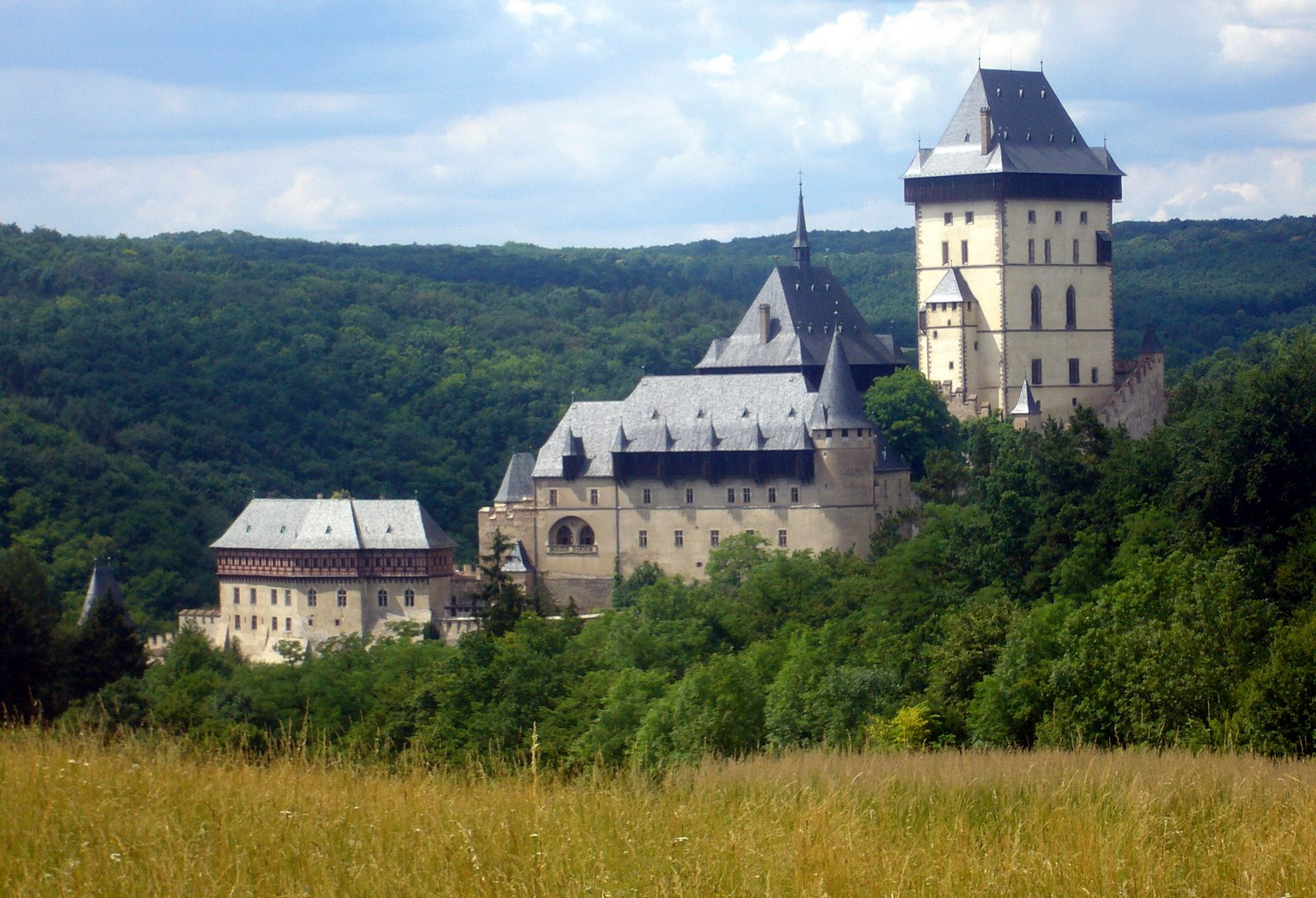
Hrad Karlštejn

Po Husově popravě v Kostnici roku 1415 propukla v českých zemích naplno husitská revoluce. Ze západních oblastí středních Čech odešlo mnoho lidí na Tábor do budovaného střediska radikálních husitů. Byl mezi nimi také budoucí táborský hejtman a mluvčí Mikuláš z Husi, který pocházel ze šlechtického rodu z Křivoklátska. V roce 1419 začíná docházet k prvním ozbrojeným střetům. Po pražské defenestraci, k níž došlo 30. července, umírá král Václav IV. a nastává období bezvládí. Vojska husitů táhla několikrát také územím dnešního Berounska. Strategický význam pro další úspěchy „božích bojovníků“ mělo dobytí Berouna v dubnu 1421, který jakožto opevněné královské město představoval značné nebezpečí pro blízkou husitskou Prahu. Spojené oddíly pražanů a táboritů vedené Janem Žižkou z Trocnova město obléhaly a dobyly. Berounští příznivci kalicha se přidali nejprve na stranu umírněných pražanů, po roce 1425 pak dokonce k radikálnímu táborsko-sirotčímu městskému svazu. K významným jednáním mezi zástupci královské strany, umírněnými i radikálními husity došlo v září 1424 ve Zdicích. Z jednání vzešly tzv. „úmluvy zdické“, které upravovaly podmínky příměří mezi válčícími stranami a vztahy mezi radikální a umírněnou odnoží husitů. Husitská vojska po sobě v kraji zanechala spoušť – došlo ke zničení hradů Tetín a Nižbor a klášterů ve Svaté Dobrotivé i na Velízi u Kublova. V počátcích husitských bouří, v roce 1421, nechal pozdější král Zikmund Lucemburský – mladší syn Karla IV., odvézt říšské korunovační klenoty z Karlštejna na Visegrád v uherském království. Karlštejn však nakonec husity dobyt nikdy nebyl, ačkoliv byl v roce 1422 obléhán.

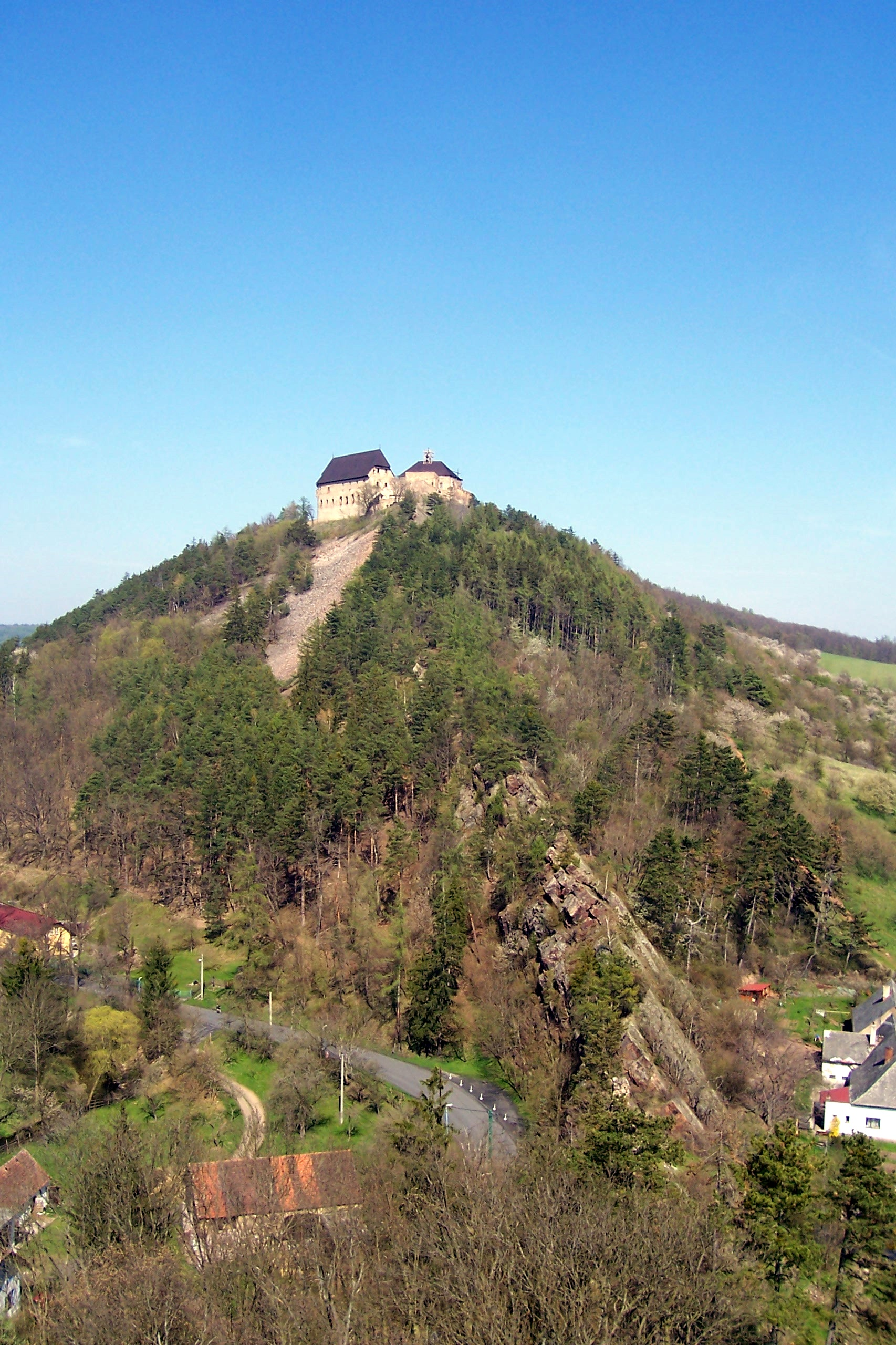
Hrad Točník

Po bitvě u Lipan, kdy zvítězila vojska umírněných husitů nad radikály vedenými Prokopem Holým, se situace zklidnila. Ve druhé polovině 15. století došlo k několika nevolnickým povstáním. Na konci 15. století byl přestavěn hrad Karlštejn ve slohu pozdní gotiky. V 16. století se začíná projevovat vliv nově nastupujícího slohu renesance, v souladu s tímto slohem je přestavěno několik měšťanských domů v Berouně, hrad v Komárově a dalšími přestavbami prochází opět hrad Karlštejn. Z Berouna se stává středisko řemeslné výroby, zejména hrnčířství. V průběhu 16. století dochází k nárůstu železářské výroby na Podbrdsku – připomínány jsou další železné doly zejména v blízkém okolí Komárova (na Jedové hoře, na Kleštěnici, u Ptákova, Hvozdců a Malé Vísky). V souvislosti s těžbou vznikají hutě a hamry, jež jsou koncentrovány v největším množství do povodí Červeného potoka. V roce 1543 jsou poprvé zmiňovány hutě v Komárově, na počátku 17. století tam pak vzniká i první vysoká pec.
Další válečná pohroma v podobě třicetileté války zasáhla Berounsko v první polovině 17. století. Hned na počátku války, v roce 1619 byly převezeny české korunovační klenoty z Karlštejna do Prahy. O dva roky později byl pro účast ve stavovském povstání popraven 21. června 1621 na Staroměstském náměstí majitel komárovského panství Jindřich Otta z Losu. Nejtragičtějším rokem třicetileté války byl pro území Berounska rok 1639, kdy do oblasti vpadla švédská vojska vedená generálem Bannerem. Zpustošeno bylo velké množství vesnic i všechna města dnešního okresu – vypálen byl hrad v Hořovicích, vydrancován byl také Žebrák. V Berouně švédská vojska pobořila hradby, zakládala požáry, takže značná část města lehla popelem, a vraždila obyvatele města. Po skončení třicetileté války zbylo ve zdevastovaném městě údajně jen 395 obyvatel.
Období třicetileté války se nese také ve znamení rekatolizace. Osoby protestantského vyznání musí buďto konvertovat ke katolicismu, nebo opustit zemi. V souvislosti s tímto procesem vznikají nová poutní místa se sakrálními stavbami vystavěnými v barokním slohu. Např. v roce 1661 byl dokončen kostel Narození sv. Jana Křtitele ve Svatém Janu pod Skalou, který se stal součástí budovaného barokního kláštera; rozšířen a barokně přestavěn byl kolem roku 1676 také klášter Svatá Dobrotivá s kostelem Zvěstování Panny Marie.
V roce 1714 vznikl vydělením Středního Povltaví a Podbrdska z Píseckého kraje nový kraj se sídlem v Berouně. Tím se město stalo správním střediskem oblasti sahající na západní straně přibližně po Mýto, na jihu po Příbram a Prčici, na východě po Votice a na severu po Zbraslav. Postupně se také v okolí Berouna rozmáhá těžba železné rudy a vápence, vznikají pivovary, vápenky a cihelny. V roce 1773 bylo založeno piaristické gymnázium v Berouně. Za vlády Josefa II. proběhly v okresním městě mnohé demolice – bylo započato s bouráním městských hradeb, zmizet muselo také několik renesančních měšťanských domů.

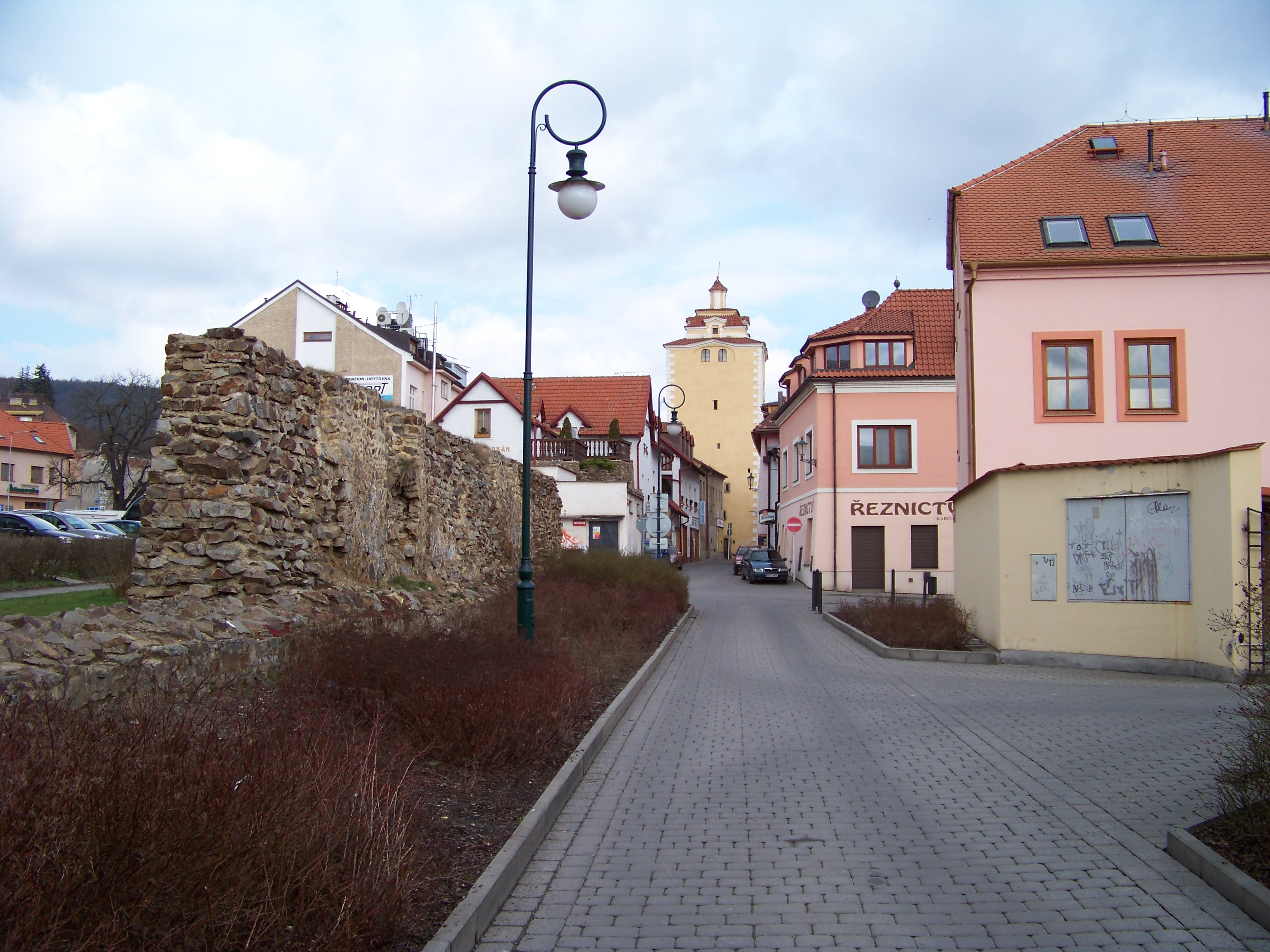
Zbytky městského opevnění v berouně

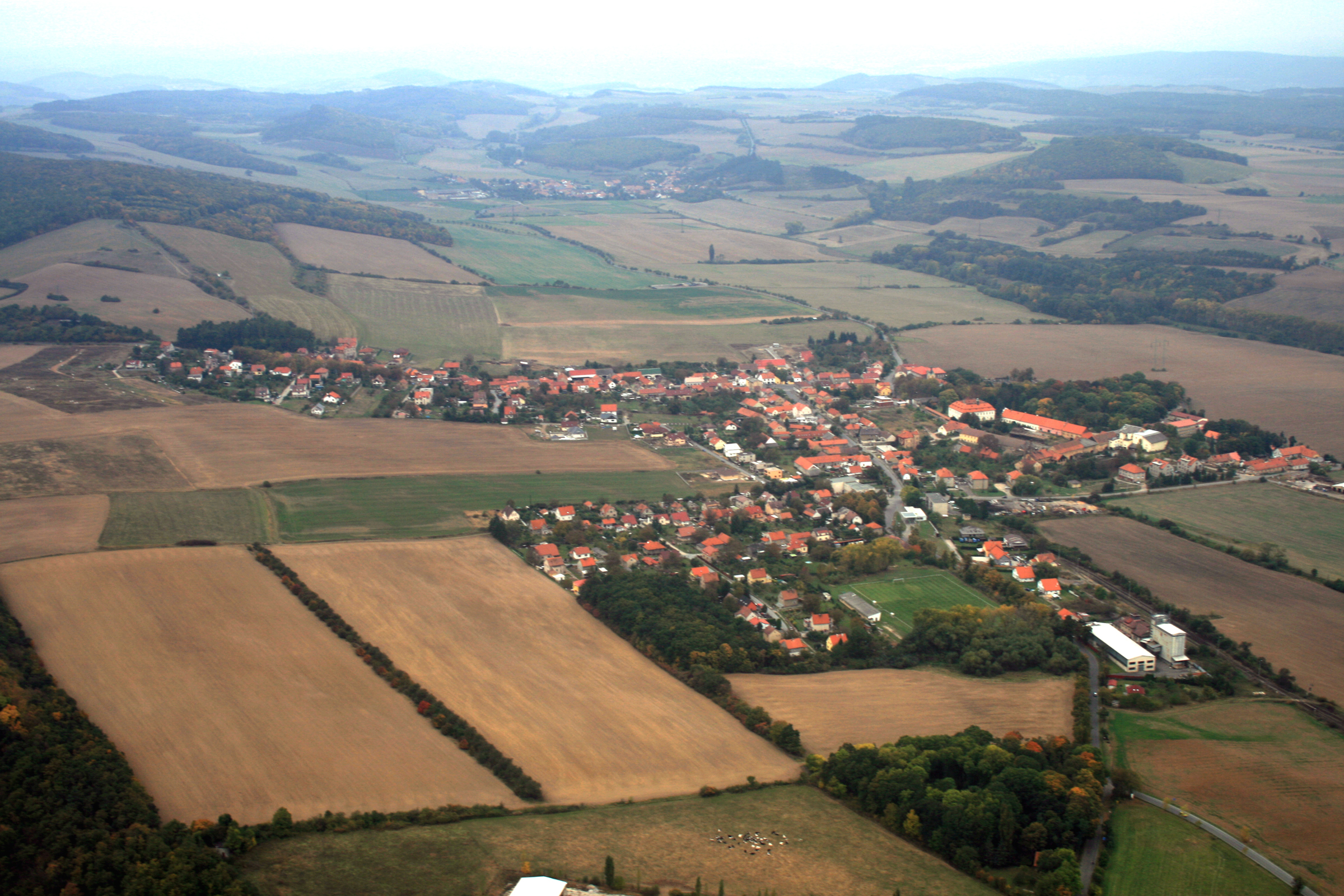
Městys Liteň

V 19. století propuká v Čechách národní obrození. Na území Berounska působilo několik národních buditelů. Nejvýznamnější osobností národního obrození z Berounska byl jazykovědec Josef Jungmann (1773–1847), rodák z Hudlic. O několik let později se ve Všeradicích narodila Magdalena Dobromila Rettigová (1785–1845), autorka českých kuchařek. Centrem obrozenců se ve 2. polovině 19. stol. stala Liteň, kde pobýval řadu let spisovatel Svatopluk Čech, jako kněz zde působil prozaik Václav Beneš Třebízský, jezdil sem také sochař Josef Václav Myslbek a bratři Mánesové. Cílem poutí českých vlastenců se zvláště po roce 1848 stal hrad Karlštejn, který se navíc po roce 1862 stal snadno dosažitelný vlakem z Prahy. V roce 1868 se zde konal velký tábor lidu. Vlastenecký duch žil také v Berouně, kde se centrem spolkového života stala restaurace Plzeňka. Hrálo se tam české ochotnické divadlo a na klavír zde dokonce při své návštěvě Berouna hrál hudební skladatel Bedřich Smetana.
V souladu s reformami císaře Františka Josefa I. byla v roce 1850 provedena úprava správního rozdělení rakouské monarchie. Byl zrušen systém původních krajů a panství a nahrazen moderním uspořádáním krajů, politických a soudních okresů a obcí. Území Podbrdska připadlo pod Pražský kraj. Centrem politického okresu se však nestal Beroun, nýbrž Hořovice. Beroun zůstal pouze sídlem menšího, soudního okresu. Ve druhé polovině 19. století dochází k prudkému rozvoji průmyslu. Tomu dost napomohla výstavba železničních drah, konkrétně trati Praha – Plzeň, která byla dokončena roku 1862, trati Rakovník – Beroun – Zdice – Protivín, dokončené 1876, trati Rudná u Prahy – Beroun, dokončené 1897 a lokálky Zadní Třebaň – Liteň – Lochovice, na níž byl zahájen provoz v roce 1901. Je založena dnešní cementárna v Králově Dvoře (1889), na tradici soukenictví navázala výroba v textilce, založené roku 1885. Rozšiřují se doly na vápenec, zejm. v oblastech jižně a východně od Berouna. V 90. letech 19. století bylo započato s těžbou v oblasti Mořiny v dnešních lomech Amerika. Obrovského rozkvětu doznávají železárny v Komárově, které vyrábějí svoji nejprestižnější zakázku – tzv. Hanavský pavilon pro Jubilejní zemskou výstavu v Praze roku 1891. Na druhou stranu dochází i k sociálním nepokojům. Po razantním snížení odběru železných cvočků armádou dochází k hospodářským problémům v obcích pod Brdy, kde bylo cvočkařství nejrozšířenější formou obživy. V roce 1866 vypukly v Hostomicích a okolních vesnicích dělnické bouře, které musely být potlačeny armádou. Vyhlášeno bylo dokonce i stanné právo. Atmosféru v oblasti přiblížil lidem Jan Neruda ve svém fejetonu Výlet do kraje bídy.
Po první světové válce a vzniku Československa nedochází na území Berounska k žádným převratným změnám. Vzhledem k poloze okresu ve středních Čechách nedocházelo k žádným národnostním třenicím mezi Čechy a Němci, jako tomu bylo například již na sousedním Rakovnicku, a to i přesto, že i na některých místech Berounska žily odpradávna německé menšiny (např. v Počáplích nebo v Berouně). Z událostí období první republiky lze uvést otevření nemocnice v Berouně, k němuž došlo v prosinci 1929 a utvoření nového politického okresu Beroun v roce 1936, do něhož přešly obce soudního okresu Beroun, který byl do té doby součástí politického okresu Hořovice. Po Mnichovské dohodě zůstalo vzhledem k národnostnímu složení obyvatel celé území Berounska na území Československa a od 15. března 1939 se tak po nacistické okupaci stalo součástí Protektorátu Čechy a Morava.
Za druhé světové války se Berounsko stalo jedním z center protinacistického odboje v českých zemích. V brdských lesích se skrývaly četné partyzánské skupiny, které usilovaly o rozvrácení německé diktatury. V Berouně sídlil za protektorátu (v letech 1942–1943) ilegální III. Ústřední výbor KSČ pod vedením Josefa Moláka, který byl ustanoven v červenci 1943 v chatě Port Igorka v Údolí ticha u Březové. Komunistická organizace však byla vyzrazena a Josef Molák byl v srpnu 1943 zastřelen gestapem v Berouně. Centrem protifašistického odboje a partyzánského hnutí byly však Hořovice. Značné množství obyvatel z obcí v okolí Hořovic aktivně podporovalo činnost partyzánů. Pro zabránění přepravy zbraní a válečného materiálu prováděli odbojáři například sabotáže na hlavní trati z Prahy do Plzně (poprvé již v roce 1941 u Praskoles). Největší partyzánský bunkr na území dnešního Berounska vznikl v roce 1943 v lesích západně od Újezda. Skrýval se tam partyzánský štáb i další pracovníci odboje (dva ruští důstojníci a sedm Čechů). Lidé z okolních obcí (zejm. z Oseka a Újezda) je zásobovali potravinami a materiálem. 11. ledna 1944 byl úkryt vyzrazen gestapu, odbojáři byli zatčeni, šest z nich bylo následně popraveno a jeden se při zatýkání zastřelil. Hned další den, 12. ledna 1944, proběhl na Palackého náměstí v Hořovicích stanný soud s 15 obžalovanými, kteří pomáhali budovat lesní partyzánský bunkr u Újezda a podporovali. 13 obžalovaných bylo odsouzeno k trestu smrti, který byl vykonán hned následujícího dne v Praze na Pankráci. Zatímco v lesnaté západní části okresu bujela odbojová činnost, ve skalách východně od Berouna, v prostoru lomu Alkazar, začali Němci budovat podzemní továrnu na rakety V1 a V2. Nestačili ji však dokončit, protože přišel rok 1945. Na úplném sklonku války, 17. dubna bylo spojeneckým letectvem bombardováno okolí nádraží v Berouně. Mnozí občané, zejm. z Hořovic, se 5. května vydali do Prahy podpořit Pražské povstání. Někteří z nich padli v boji v posledních dnech války. Beroun byl osvobozen 10. května 1945 Rudou armádou.

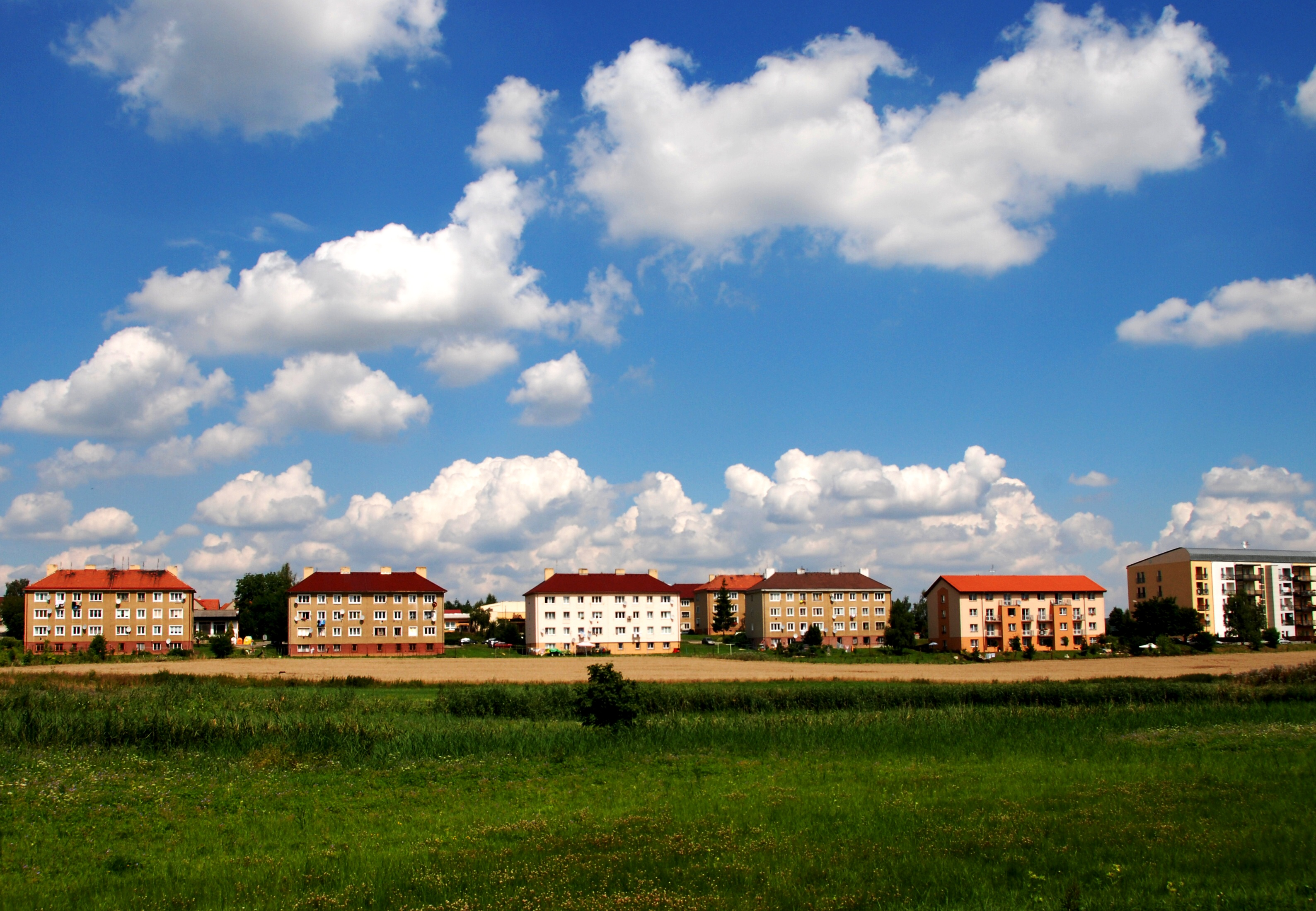
Sídliště v obci Tmaň

Po osvobození dochází na základě dekretů prezidenta Beneše ke znárodnění rozhodujících průmyslových podniků, např. berounských cementáren. Po únorovém převratu roku 1948 začíná období vlády jedné strany – KSČ. Stejně jako v celé republice dochází i na Berounsku k plošnému znárodňování veškerých soukromých podniků i ke kolektivizaci zemědělství. Ve vápencových lomech u Mořiny pracují v 50. letech političtí vězni. Územní reorganizace státu z roku 1949 nepřináší žádné výraznější změny – stále existují okresy Beroun i Hořovice, oba patří do Pražského kraje. Zrušeny byly tzv. soudní okresy, nicméně na konkrétním případu Berounska nemělo toto rozhodnutí žádný dopad. V 50. letech jsou dle sovětského vzoru přednostně budovány provozy těžkého průmyslu – rozšíření doznávají Královodvorské železárny, i další strojírenské podniky. Mezi zcela nové „progresivní“ provozy lze řadit Gramofonové závody v Loděnici vybudované v roce 1950. V Berouně a Hořovicích bylo již v průběhu 50. let započato s výstavbou sídlišť. Okres Beroun téměř ve dnešní podobě vznikl v roce 1960 v souvislosti s přijetím tzv. „socialistické ústavy“ a stal se součástí Středočeského kraje. Tentýž rok bylo také zahájeno dobývání vápence v plánovaném největším lomu na Berounsku – ve Velkolomu Čertovy schody u Tmaně. V průběhu 60. let byla naopak ukončena těžba ve vápencových lomech u Svatého Jana pod Skalou, v železnorudných dolech u Zdic a v lomu Amerika u Mořiny. Z hlediska občanské vybavenosti byl významným pro okres Beroun rok 1961, kdy byla uvedena do provozu nová moderní nemocnice v Hořovicích. Zatímco počet obyvatel ve městech okresu v období socialistické výstavby rostl, obyvatelstva na vesnicích ubývalo, a tak úhrnně za okres Beroun nedocházelo téměř k žádnému přírůstku obyvatel. Patrný byl vliv migrace obyvatel do Prahy.

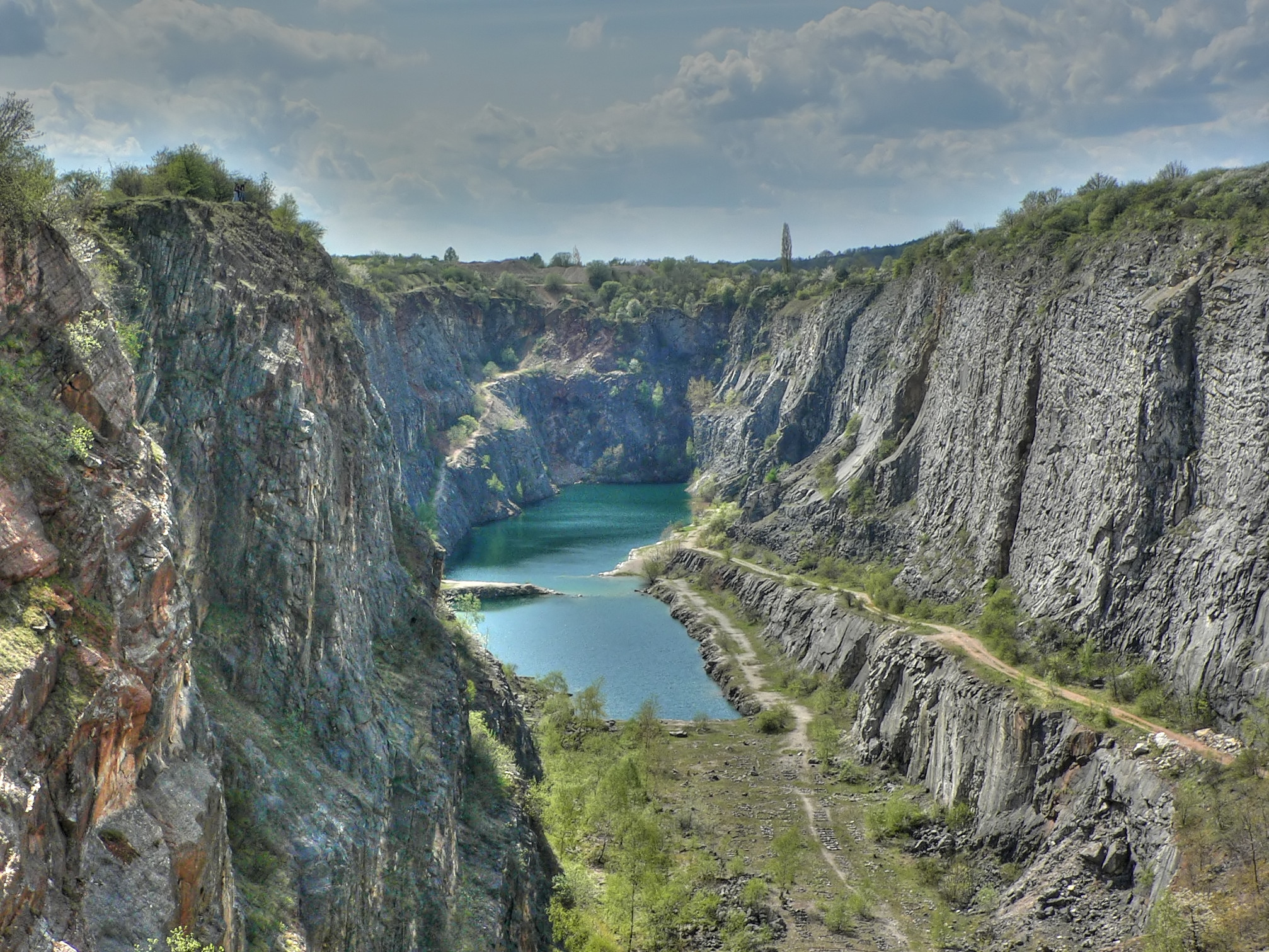
Bývalé vápencové lomy Amerika

V 70. a 80. letech byla realizovaná necitlivá přestavba centra Berouna, kdy byla jižní a západní část historického středu města asanována a nahrazena moderní panelovou výstavbou. V roce 1980 byl v důsledku stavebního splynutí připojen Králův Dvůr k Berounu. Téměř neregulovaná průmyslová činnost v berounské kotlině způsobila dramatické zhoršení stavu životního prostředí. V průběhu 70. a 80. let byl Beroun známý zejména značnou prašností, kterou způsobovaly nepříliš dobře technicky zabezpečené provozy vápenky a cementárny spolu s exhalacemi, které vypouštěly železárny. Charakter kotliny navíc neumožňoval dostatečné rozptýlení znečištění do atmosféry. Situace byla natolik vážná, že ji již koncem 80. let řešily i federální orgány vlády ČSSR. Koncentrace polétavých prachů v berounské kotlině překračovaly hygienickou normy až pětinásobně, oxidy dusíku až šedesátinásobně. Důsledkem toho byl nedobrý zdravotní stav obyvatel, zejména dětí, u nichž se výrazně zvýšil výskyt katarů dýchacího ústrojí. Jedním z kroků, které vláda podnikla proti znečištění, bylo převedení železniční dopravy na trati z Prahy do Plzně pod elektrickou trakci. Prvním krokem byla elektrizace dvoukolejné trati z Prahy do Berouna stejnosměrnou napájecí soustavou provedená v roce 1973, na kterou až roku 1987 navázala elektrizace trati Beroun – Plzeň střídavou napájecí soustavou. Již v průběhu 70. let začala být neúnosná dopravní situace ve městě. Tranzitní doprava na hlavním silničním tahu Praha – Plzeň byla vedena středem města, což snižovalo jeho průjezdnost a zhoršovalo již tak dost špatný stav ovzduší. Proto bylo na počátku 80. let přistoupeno k realizaci dálnice D5, jejíž první úsek z Prahy do Loděnice byl dokončen v říjnu 1982. V roce 1984 dosáhla dálnice okraje Berouna a konečně v říjnu roku 1985 objela první auta centrum Berouna po nové dálniční estakádě tvořené také mostem přes Berounku, který však relativně necitlivě odříznul nemocnici a nádraží od zbytku města, a přetnul zástavbu čtvrti Závodí. Koncem září 1989 byla dálnice prodloužena o dalších přibližně 10 km až do obce Bavoryně za Zdicemi. Výstavba tohoto úseku dálnice si však vyžádala rozsáhlé demolice v obvodu Králova Dvora. Z hlediska hospodářství se centrem inovací stává podnik GZ v Loděnici, kde byla v červenci 1989 zahájena poprvé v Československu sériová výroba CD nosičů.

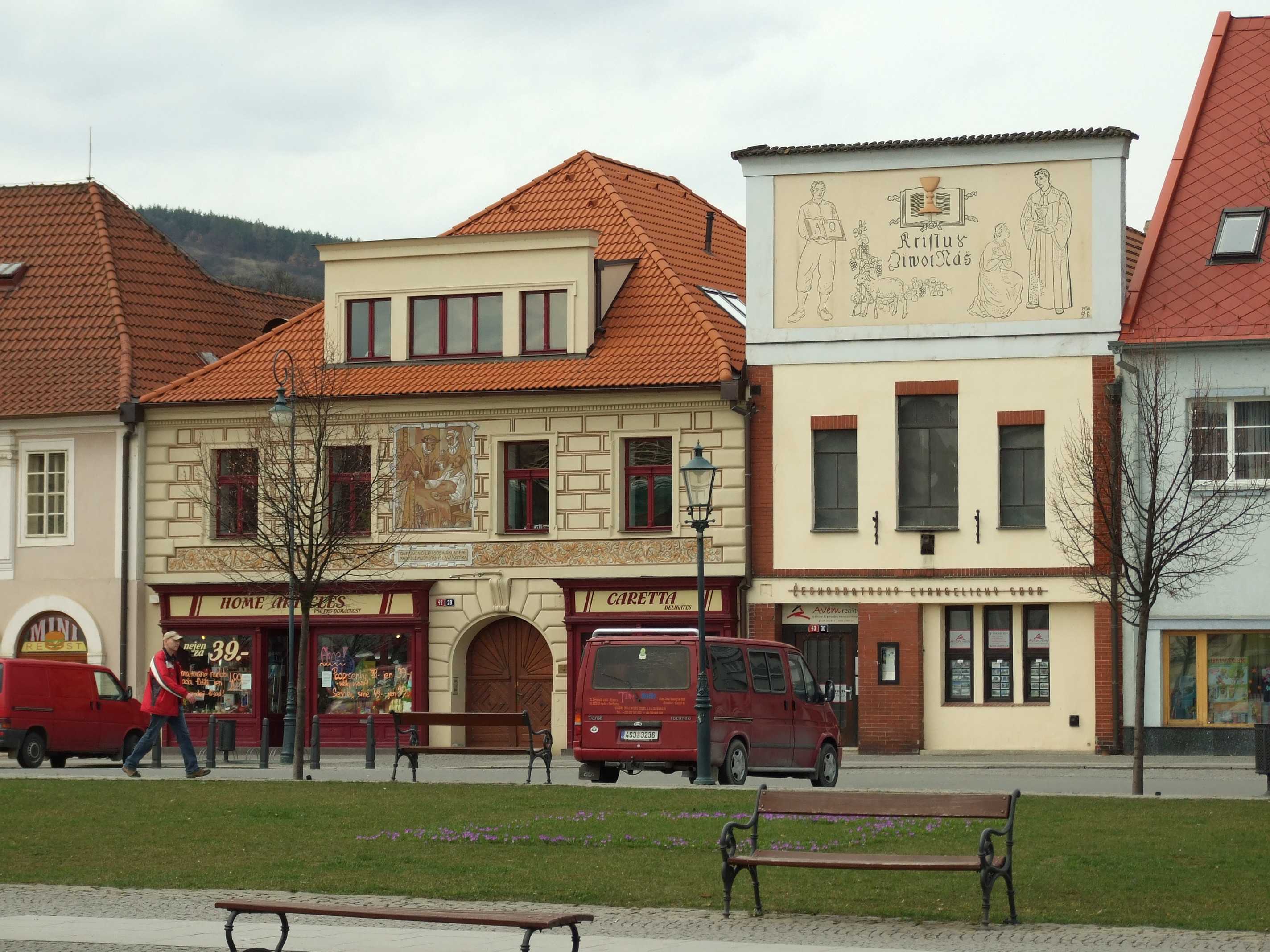
Historické centrum Berouna

Společenské změny po roce 1989 v případě okresu Beroun přinesly spíše pozitivní vývoj. V důsledku zvýšení ekologických nároků na průmyslové provozy, útlumu výroby v těžkém průmyslu a zlepšení technologií se výrazně snížilo znečištění berounské kotliny. Současně dochází k rozvoji soukromého podnikání ve všech oblastech národního hospodářství – byly privatizovány velké průmyslové závody, zemědělská družstva i provozovny služeb v celém okrese. Změna hospodářského prostředí přináší i mnohé negativní jevy. V průběhu 90. let zkrachovaly mnohé tradiční podniky jako např. textilní továrna Tiba v Berouně, nebo závod ČKD Hořovice. Další stávající podniky snižují stavy zaměstnanců v závislosti na tržní poptávce po jejich produkci. Objevuje se nezaměstnanost. Na druhou stranu je však třeba uvést, že na Berounsku byla míra nezaměstnanosti po roce 1990 vždy relativně nízká a pod celorepublikovým průměrem. Od 2. poloviny 90. let navíc začínají do okresu přitékat zahraniční investice v podobě nových závodů a nových pracovních míst. Podnětem k jejich koncentraci na Berounsko byla blízkost Prahy a výhodná poloha na dálnici D5 směřující do Německa, která byla dále za Bavoryni směrem na Plzeň prodloužena v říjnu 1995. U Žebráka, Králova Dvora a Zdic vznikly rozsáhlé průmyslové zóny s novými podniky, které dnes dávají práci nejen velkému množství pracujících berounského okresu, ale i obyvatelům sousedních okresů, jako např. Rokycanska, Příbramska, nebo Rakovnicka. Nízkou úroveň nezaměstnanosti pomáhá udržovat také blízkost hlavního města Prahy, kam mnoho obyvatel, zejména z východní části okresu, dojíždí za prací. Po roce 2000 dochází k prudkému nárůstu počtu obyvatel na okrese v souvislosti s hospodářským rozkvětem oblasti a procesem suburbanizace. Počet obyvatel se zejména po roce 2006 zvyšuje téměř ve všech městech i obcích okresu. Nová bytová výstavba vzniká v největší míře v oblasti Mořiny a Vysokého Újezda, hodně se staví také v Berouně a Králově Dvoře. Značně se zvyšuje počet obyvatel Hořovic. Zlepšuje se vzhled měst a obcí, investují se větší prostředky do údržby památek i center měst. S platností od Nového roku 2003 zaniká okresní úřad v Berouně a jeho kompetence přechází na obce s rozšířenou působností – konkrétně na území Berounska na Beroun a Hořovice. Berounský okres jako jednotka však nezaniká – zůstává obvodem soudu, státního zastupitelství, mnohých specializovaných úřadů státní správy a mimo jiné také statistickou jednotkou.

## Kultura
Na Berounsku se koná každoročně několik větších kulturně-společenských událostí. Kulturní akce bývají nejčastěji pořádány v Berouně ve společenském domě Plzeňka, v Hořovicích v Lidovém domě nebo v objektu Městského kulturního střediska, na Karlštejně v podhradí, ale i na jiných místech okresu. Stále větší popularitu získávají různé trhy pořádané pravidelně na Husově náměstí v Berouně. Nejoblíbenější jsou tradiční trhy hrnčířské. Z větších hudebních akcí lze uvést každoroční festival klasické hudby Talichův Beroun, konající se od roku 1983 a každoroční setkání českých i zahraničních heligonkářů v Hořovicích, kde měla výroba harmonik i hra na harmoniku dlouhou tradici. Od roku 2005 se je hrad Točník jedním z míst, kde se každý rok v červenci pořádá putovní festival rockové a populární hudby České hrady.
Lepší poznání oblasti umožní návštěva některé z poboček okresního Muzea Českého krasu v Berouně. Hlavní budova muzea sídlí v historickém Jenštejnském domě na berounském náměstí. V budově lze navštívit národopisnou expozici, expozici o dějinách řemesel v Berouně a geologicko-paleontologickou výstavu o Barrandienu. Na dvoře muzea byl v roce 2003 instalován tzv. „Geopark Barrandien“, ve kterém jsou pod širým nebem umístěny rozměrné bloky barrandienských hornin s informacemi o jejich původu a složení. Součástí Muzea Českého krasu je také stálá výstava v Plzeňské bráně věnovaná berounskému městskému opevnění. Pobočka muzea sídlící v Žebráku v budově bývalé školy. Je zaměřena především na historii města a na slavné rodáky města. Z dalších muzejních expozicí lze jmenovat České muzeum hudby na hořovickém zámku, komárovské muzeum umělecké litiny, památník Josefa Jungmanna v Hudlicích a expozici ze života Svatopluka Čecha a Jarmily Novotné v Litni.

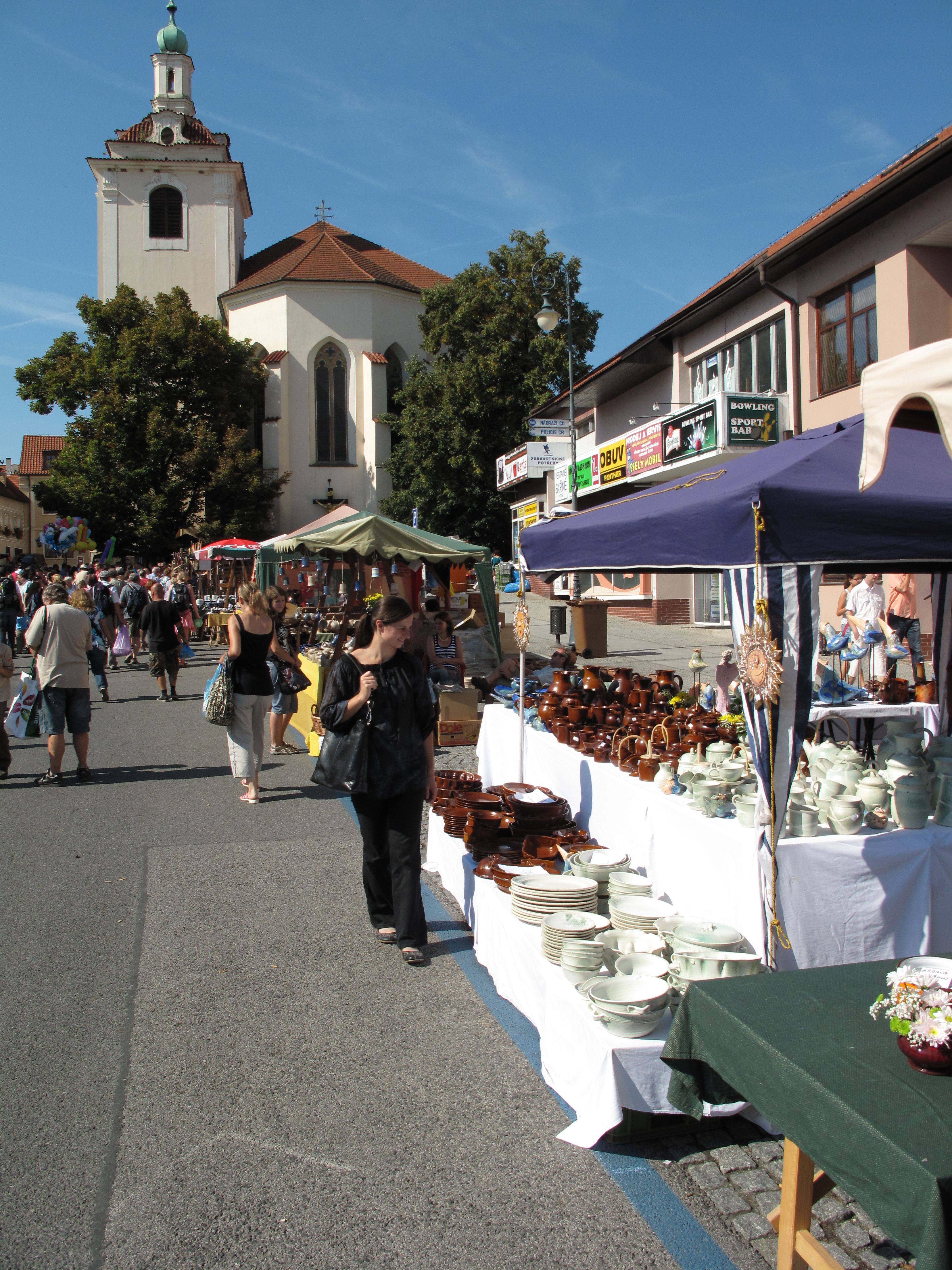
Hrnčířské trhy v Berouně

Téměř ve všech obcích okresu jsou knihovny, v Berouně, ve Zdicích, v Králově Dvoře, v Litni a v Zaječově jsou kina.
V mnoha obcích okresu jsou dodnes živé lidové tradice. Nejčastěji jde o oslavy staročeských májů, které jsou provázeny stavbou májky, v některých obcích i průvody občanů ve staročeských krojích.

## Památky
- Karlštejn – nejnavštěvovanější hrad v Česku, založen Karlem IV. Nachází se cca 13 km východně od Berouna. Jednotlivé části hradu jsou výškově rozmístěny na různě položených terasách. Dominantou je Velká věž, jejíž centrální prostor zaujímá kaple sv. Kříže, která obsahuje 129 deskových obrazů svatých od gotického malíře Mistra Theodorika. V nižší – Mariánské věži se nachází kostel Nanebevzetí Panny Marie a kapli Svaté Kateřiny, obě místnosti jsou zdobeny gotickými nástěnnými malbami. Důležitou částí hradu je také Císařský palác s audienční síní, budova purkrabství a Studniční věž. Návštěvníkům připravili zaměstnanci hradu tři prohlídkové okruhy. V roce 2011 navštívilo hrad na 224 tisíc lidí.[25] Kapacitní dopravní spojení s Prahou i Berounem je zajištěno elektrickými vlakovými jednotkami, železniční stanice se nachází v podhradí na pravém břehu Berounky asi 1,5 km od hradního areálu. Městečko v podhradí nabízí turistům široké spektrum stravovacích, ubytovacích i doprovodných služeb.
- Koněpruské jeskyně – jeskynní komplex nacházející se asi 6 km jižně od Berouna v katastru obce Koněprusy. Ve vápencovém masivu návrší Zlatý kůň byly při těžbě v roce 1950 objeveny třípatrové jeskyně o hloubce až 70 m. V roce 1959 přivítal jeskynní systém své první návštěvníky. Centrálním prostorem podzemí jeskyní je tzv. Proškův dóm s jezírkem. Unikátní krápníková výzdoba.
- Svatý Jan pod Skalou – poutní místo ve skalách Českého krasu vzdálené asi 8 km východně od Berouna. V hlubokém údolí potoka Loděnice najdeme klášter s barokním kostelem sv. Jana Křtitele. Z kostela lze vstoupit do jeskyně sv. Ivana, která je upravena do podoby kaple. K jeskyni se váže příběh poustevníka Ivana, zmíněný výše v sekci historie. Dominantou místa je téměř 200 m vysoká skála tyčící se přímo nad klášterním areálem. Vrchol skály je opatřen křížem.
- Točník – rozsáhlý hradní komplex nacházející se 2 km severně od města Žebráku. Hrad založil král Václav IV. na výrazném vrcholu nacházejícím se na okraji Křivoklátské vrchoviny. Střední část hradu tvoří původní královský palác, přestavěný později na kapli. V 90. letech prošel hrad rekonstrukcí a dnes je místem konání mnohých kulturně-historických akcí.

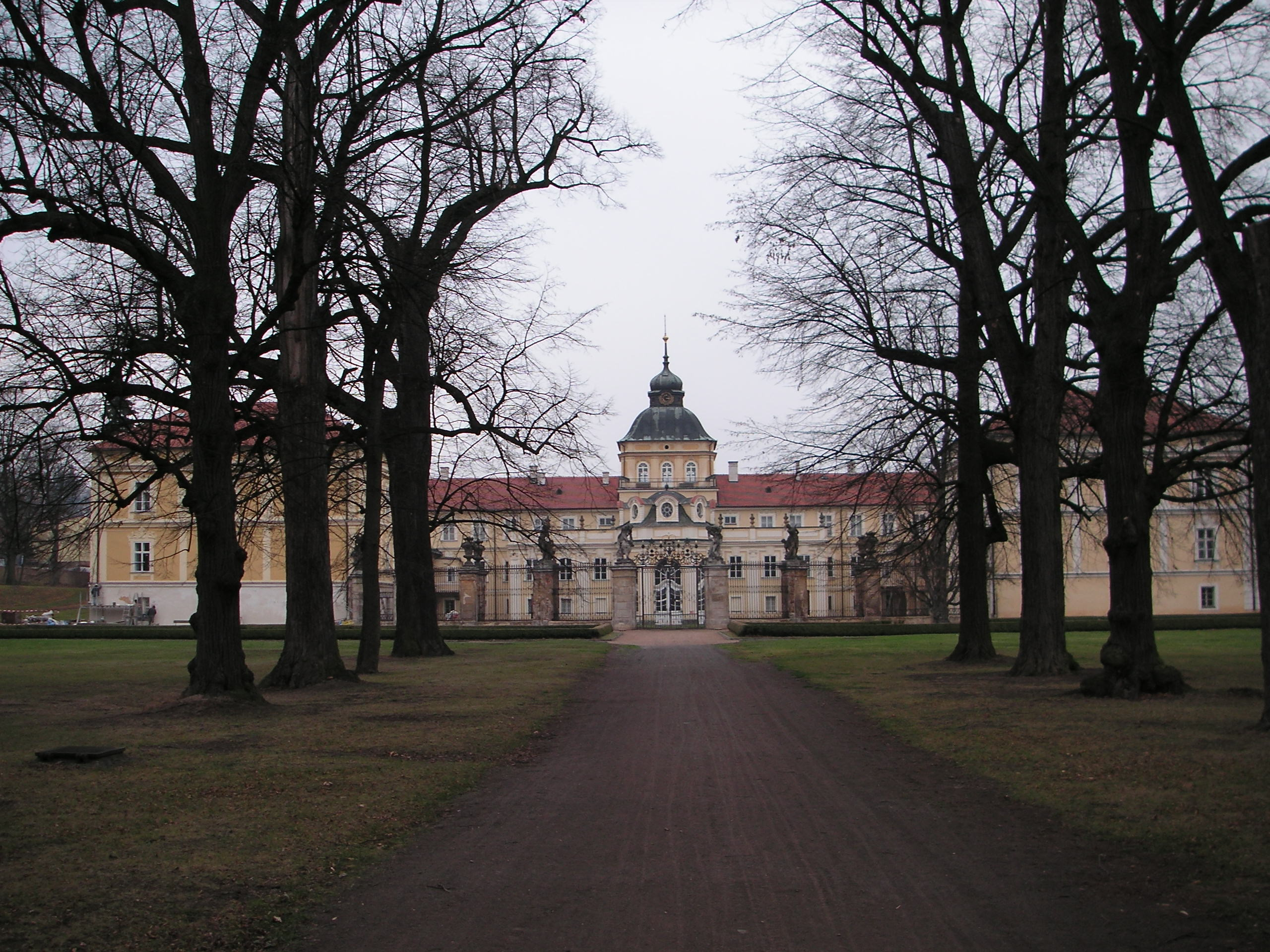
Nový zámek v Hořovicích

- Beroun – okresní město při soutoku Berounky a Litavky, silniční i železniční uzel. Město se rozkládá v kotlině mezi vrcholy Křivoklátské vrchoviny a Českého krasu. I přes necitlivé zásahy do architektury města nejen v období socialistické výstavby, ale i v obdobích předcházejících, se v centru zachovaly mnohé historické stavby. Nejcennější jsou zřejmě dvě městské brány – Horní (Plzeňská) a Dolní (Pražská), přičemž veřejnosti přístupná Horní brána byla barokně přestavěna, zatímco Dolní brána si dodnes zachovala svůj gotický charakter. V jižní části centra města se dodnes zachovaly úseky původního městského opevnění. Nejstarší církevní památkou je kostel sv. Jakuba Většího na náměstí z 13. století. Přirozeným středem města je obdélníkové Husovo náměstí s několika původně gotickými domy. Dominantou východní části náměstí je novobarokní budova radnice. Nad centrální částí města se vypíná Městská hora s rozhlednou, na níž bylo v roce 2000 zřízeno tzv. medvědárium. Dnešní Beroun je bohatým, vzkvétajícím městem se společenským životem. Velmi populární jsou zdejší hrnčířské trhy, ale město pořádá i jiné kulturně-společenské akce.

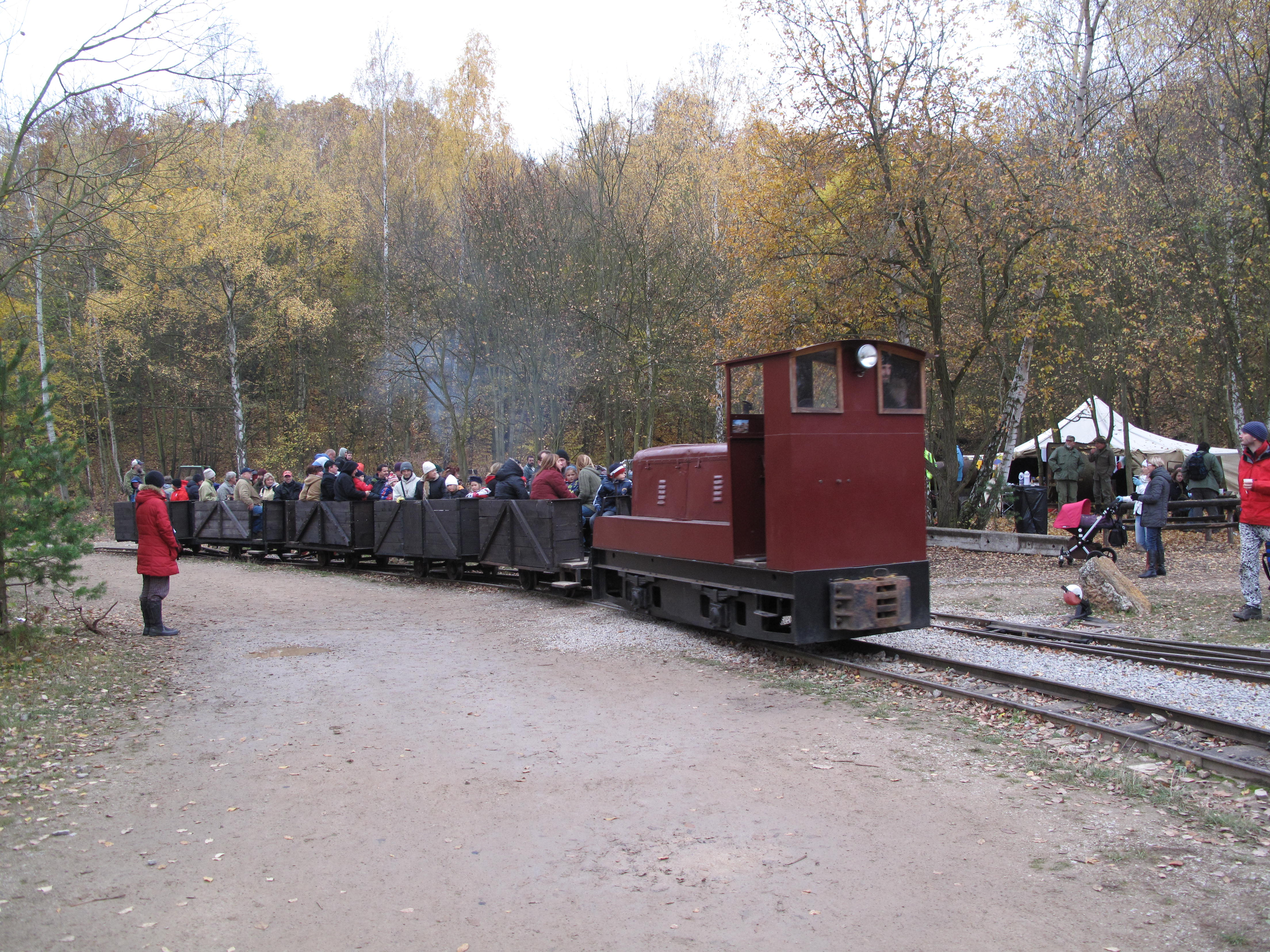
Muzeum těžby vápence v Solvayových lomech na území Svatého Jana pod Skalou

- Hořovice – druhé největší město okresu, v letech 1850–1936 bylo sídlem politického okresu, pod nějž spadal i Beroun, dnes je obcí s rozšířenou působností. Rozkládají se v údolí Červeného potoka a na přilehlých svazích v pěkné podbrdské krajině. Nejvýznamnějšími památkami jsou dva městské zámky – Starý zámek byl vybudován na místě původního hořovického hradu, Nový zámek pocházející z doby po třicetileté válce, empírově přestavěn v 19. století, je dnes veřejně přístupným státním majetkem. V expozici bylo možno donedávna zhlédnout zdejší tradiční výrobky ze železa a litiny, své místo zde má také výstava hraček. V plánu je rozšíření návštěvnických okruhů zámku. V areálu lze navštívit také Muzeum hudby. Nový zámek je obklopen rozsáhlým zámeckým parkem.
- Chrustenická šachta – v bývalém železnorudném dole v Chrustenicích, v obci severně od Loděnice, je zpřístupněno několik set metrů důlních chodeb. Umožněna zde je také projížďka důlním vláčkem. Důl je přístupný o víkendech v letních měsících.
- Solvayovy lomy – skanzen těžby vápence v lesích Českého krasu mezi Svatým Janem pod Skalou a Bubovicemi. Byl otevřen v roce 1993. Expozice těžby vápence a historie lomu se nachází v původní správní budově, umožněna je také prohlídka důlní štoly a projížďka vláčkem. Skanzen má otevřeno o víkendech od května do října, v období hlavních prázdnin pak celotýdně kromě pondělí.
- Lomy Amerika – oblíbený výletní cíl západně od obce Mořina ve východní části okresu, asi 16 km od Berouna. Několik vytěžených vápencových lomů, z nichž např. lomy Velká Amerika, Malá Amerika, nebo Kanada jsou zatopeny vodou. Lomy jsou navzájem propojeny uzavřenými podzemními štolami. Časté místo setkání trampů. Vzhledem k vážnému nebezpečí úrazu je koupání v lomových jezerech zakázáno, nicméně i přes tyto zákazy (a značný počet smrtelných úrazů) oblíbené rekreační místo. Lokalita cenná i z geologického hlediska – velké naleziště zkamenělin.
- Tetín – starobylá česká obec na návrší nad řekou Berounkou asi 5 km jihovýchodně od Berouna je známá zejména jako místo, kde byla zavražděna babička sv. Václava – svatá Ludmila. Z původního hradiště se dodnes zachovaly jen zbytky valů, z gotického hradu vystavěného za Václava II. zůstaly pozůstatky obvodových hradních zdí a věžovitého paláce. Dnes se nachází v Tetíně tři kostely – původně románský kostel sv. Jana Nepomuckého, druhý původně románský kostel sv. Kateřiny a nejrozsáhlejší barokní kostel sv. Ludmily. Obec Tetín stojí na skále, z níž je nádherný výhled do údolí Berounky.
- Srbsko – obec rozkládající se po obou březích řeky Berounky, na hlavní železniční trati Praha – Beroun, po níž činí vzdálenost s Berounem 6 km. Hojně navštěvované letovisko a východiště turistických cest do Českého krasu. Obec je obklopena lesy a rozsáhlými skalními masivy s četnými jeskyněmi. Mezi Srbskem a Berounem se zachovaly betonové bunkry tzv. Pražské čáry, které byly vybudovány v letech 1936–1938 na případnou nutnou obranu Prahy ze západního směru.

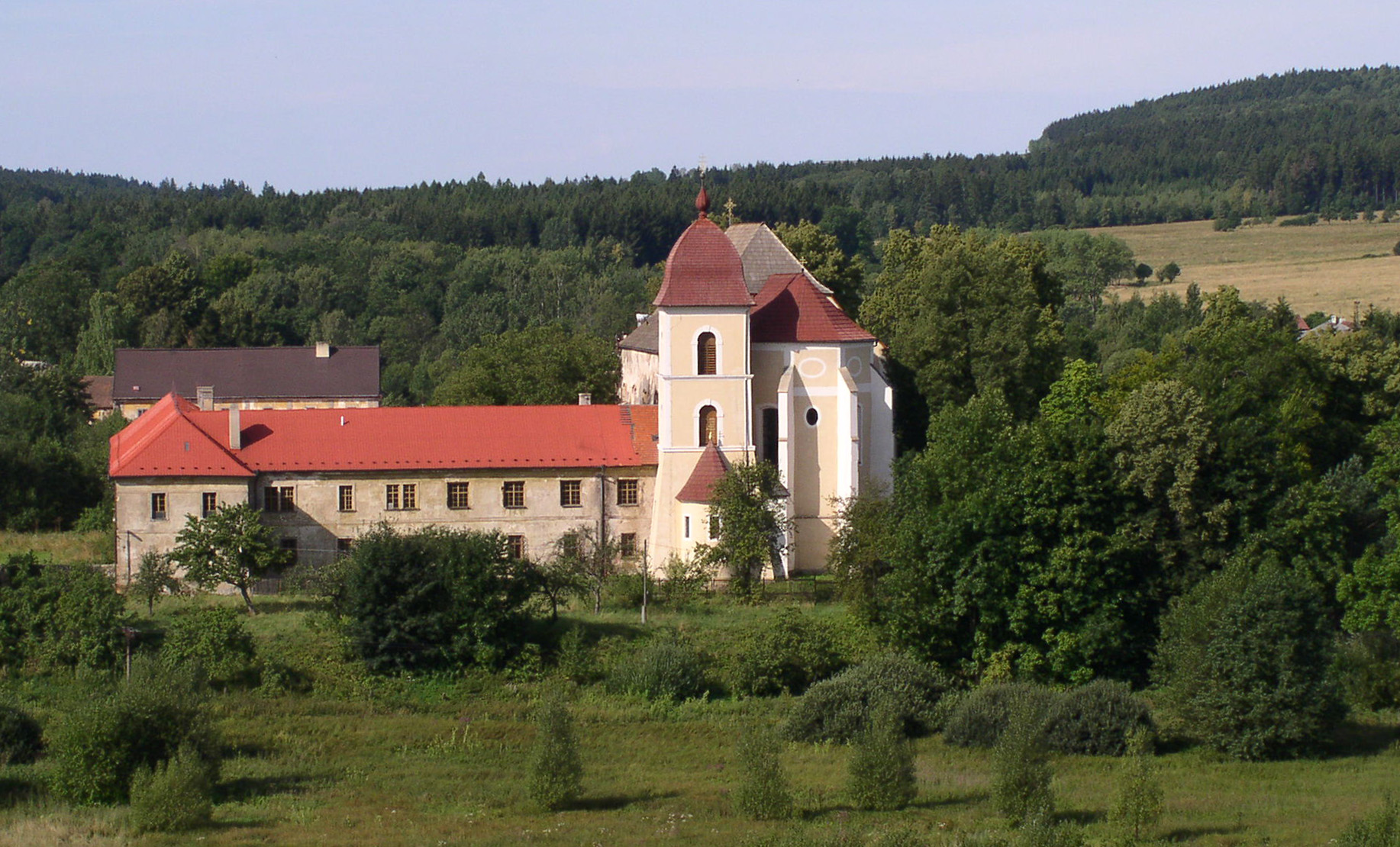
Augustiniánský klášter Svatá Dobrovitá v Zaječově

- Žebrák – starobylé městečko na bývalé státní silnici Praha – Plzeň, z něhož v poslední době díky blízkosti dálnice D5 vyrostlo hlavní průmyslové centrum okresu. Díky četným zachovalým historickým objektům bylo jádro městečka vyhlášeno městskou památkovou zónou. 2 km severozápadně nad obcí Točník se naproti hradu Točník nachází zřícenina hradu Žebrák charakteristická výraznou válcovou věží. Zřícenina je po zajištění zdiva přístupná. Městečko je dostupné autobusovou linkou z Prahy přes Beroun do Hořovic.
- Nižbor – velká obec v údolí řeky Berounky asi 9 km severozápadně od Berouna, stanice na železniční trati Beroun – Rakovník. Na kopci nad vesnicí se rozkládá objekt renesančního zámku, v němž sídlí Informační centrum keltské kultury, umístěné sem v souvislosti s blízkostí významného keltského hradiště ve Stradonicích.
- Hudlice – velká obec na okraji Křivoklátských lesů, 9 km západně od Berouna. Četné stavby lidové architektury. V jedné z roubenek se narodil český jazykovědec Josef Jungmann, v tomto domě se dnes nachází jeho muzeum. Nad obcí, jež je dobrým východištěm tras do oblasti Křivoklátska, se tyčí buližníková skála s pěkným výhledem.

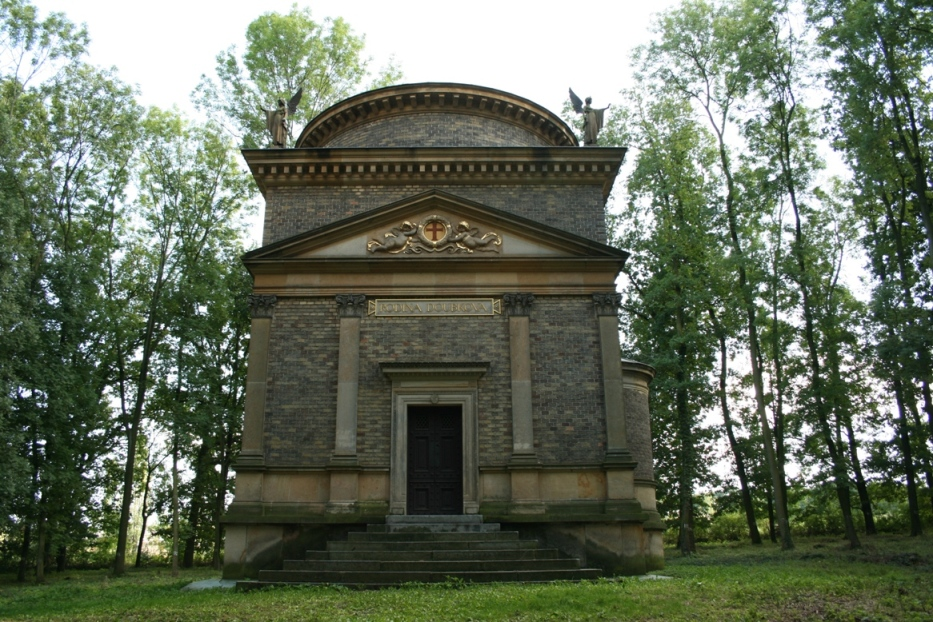
Novorenesanční hrobka rodiny Daubkovy v Litni

- Svatá Dobrotivá – okrajová část obce Zaječov asi 10 km jihozápadně od Hořovic. Součástí zdejšího kláštera je původně gotický trojlodní kostel Zvěstování Panny Marie, který byl později barokně přestavěn. V současnosti postupně probíhá jeho celková rekonstrukce (za socialismu patřil objekt stojící na okraji vojenského výcvikového prostoru armádě). Roku 1990 byl navrácen zpět řádu augustiniánů.
- Liteň – městečko 12 km jihovýchodně od Berouna s nádražím Liteň, které je úvraťovou stanice na trati 172 Zadní Třebaň – Lochovice. Nejvýznamnější památkou obce je pozdně barokní zámek přestavěný z původní tvrze obklopený parkem se vzácnými dřevinami, ve kterém je dům správce panství Čechovna připomínající pobyt Svatopluka Čecha v dětství. Čechovu osobnost, pobyt a Litni věnovanou báseň Ve stínu lípy připomíná Muzeum Svatopluka Čecha a Jarmily Novotné s expozici operní pěvkyně Jarmily Novotné. Novorenesančním unikátem je hrobka rodiny Daubkovy postavená v roce 1888 významným českým architektem s Antonínem Wiehlem se sochařskou výzdobou Josefa Václava Myslbeka a malbami Maxmiliána Pirnera. Litní a jejím okolím vede Naučná stezka Liteň.

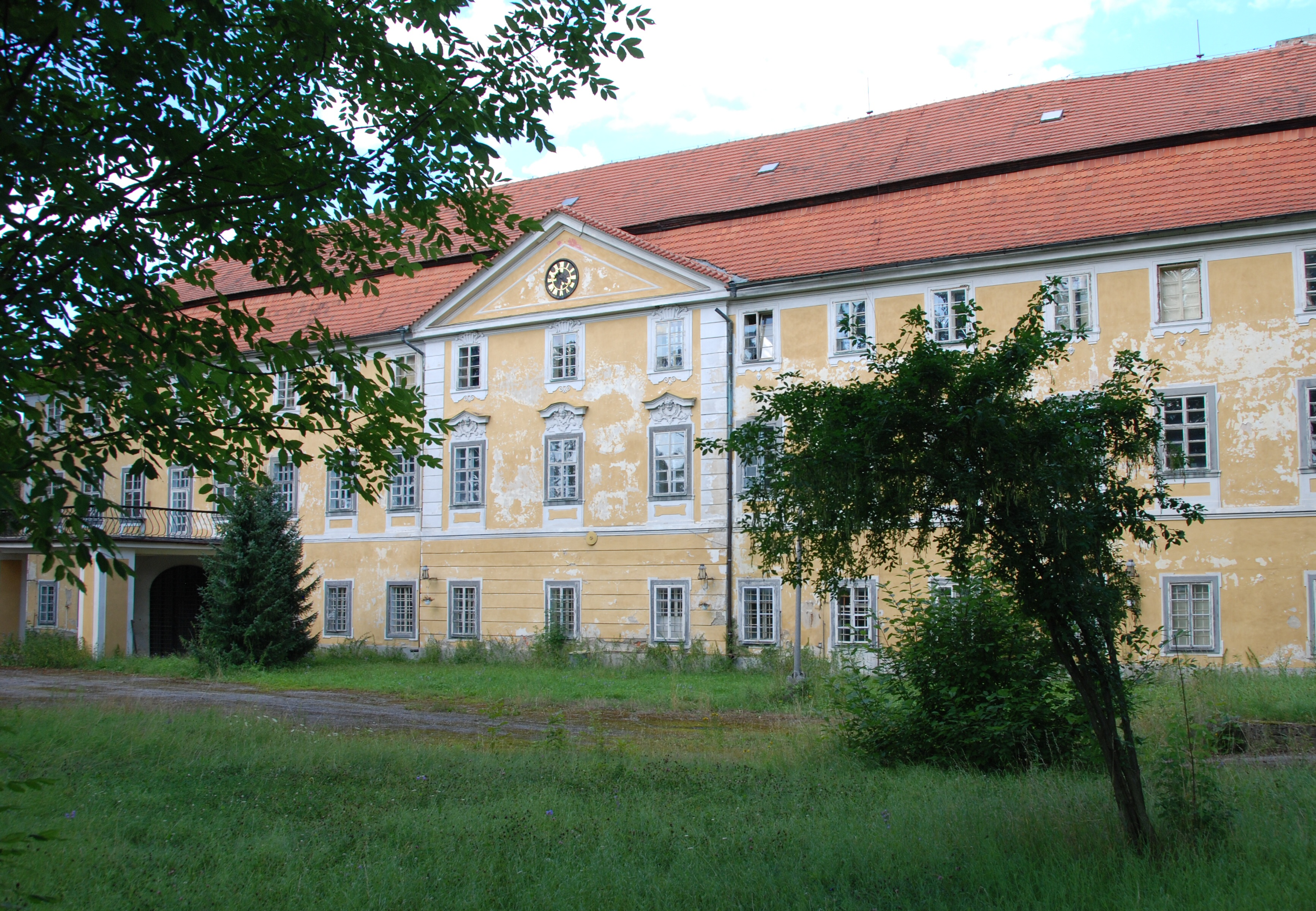
Barokní zámek v Osově

- Kublov – malebně položená obec na pasece uprostřed křivoklátských lesů, asi 16 km západně od Berouna. Nejvýznamnější památkou obce je původní hradiště na Velízu, na jehož místě se nachází původně raně gotický kostel, později barokně přestavěn.
- Neumětely – starobylá vesnice asi 11 km východně od Hořovic na lokálce Zadní Třebaň – Lochovice. Obcí protéká potok Chumava. Neumětely jsou známé zejména díky pověsti o zdejším vladykovi Horymírovi a jeho koni Šemíkovi. Připomíná ho klasicistní pomník z roku 1887 s nápisem „V Neumětelích se věřilo a věří, že zde Šemík, věrný kůň rytíře Horymíra, zakopán leží.“
- Osov – nejvýraznější památkou této podbrdské obce je trojkřídlý barokní zámek z let 1728–1737, v jehož interiéru se nachází rozsáhlá knihovna, která obsahuje na 240 svazků vzácné české literatury z 19. století. K zámku se sbíhají stará malebná kaštanová stromořadí. Objekt je přístupný pouze příležitostně. V okolí obce byla vyhlášena krajinná památková zóna Osovsko. Obec je vzdálena 14 km východně od Hořovic a prochází jí trasa lokálky Zadní Třebaň – Lochovice.
- Mrtník – malá ves, část obce Hvozdec, asi 5 km jihozápadně od Hořovic. Ve vsi se nachází cenný původně gotický kostel Nanebevzetí Panny Marie, později barokně přestavěný, jehož střecha je dodnes kryta šindelem. Jižně od vsi proti proudu Červeného potoka byla v letech 1956–1959 vystavěna retenční vodní nádrž Záskalská.
- Olešná – nejodlehlejší obec berounské okresu ležící 10 km jihozápadně od Hořovic, ze tří stran obklopená územím okresu Rokycany. Díky značnému počtu zachovalých staveb podbrdské lidové architektury z přelomu 18. a 19. století (roubené chalupy, kaplička) byla Olešná v roce 1995 vyhlášena vesnickou památkovou zónou. Jedná se o největší zachovalý soubor architektury tohoto druhu v oblasti.

## Ochrana přírody
Rozlohou celoplošně chráněných území se okres Beroun řadí na první místo ve Středočeském kraji. Celkem 265 km², což představuje 40 % plochy okresu, je zahrnuto do jedné ze dvou chráněných krajinných oblastí rozprostírajících se na jeho území. Jen pro srovnání je třeba uvést, že v celém Středočeském kraji je celoplošně chráněno jen 877 km² z celkové výměry více než 11 tis. km².
První chráněnou krajinnou oblastí zasahující do území Berounska je CHKO Křivoklátsko. Rozprostírá se na území Křivoklátské vrchoviny přibližně mezi městy Zbiroh, Beroun, Nové Strašecí a Rakovník. Největší část této CHKO se nachází v okrese Rakovník, kde také sídlí správa této oblasti – ve Zbečně. Rozsáhlá lesnatá oblast s mimořádně cennou florou i faunou je navrhována i pro vyhlášení Národního parku. Dosavadní CHKO byla vyhlášena v roce 1978 na ploše 623 km2 a zasahuje kromě Berounska a Rakovnicka také do východní části okresu Rokycany.
Druhou chráněnou krajinnou oblastí je CHKO Český kras vyhlášená v roce 1972 se sídlem správy na Karlštejně. Rozkládá se na ploše 128 km2, největší částí zasahuje do území okresu Beroun, ale částečně také na okres Praha-západ a okrajově do obvodu Prahy 5 (Radotín). Jde o nejcennější oblast barrandienské pánve tvořenou prvohorními usazeninami s četnými krasovými jevy – včetně jeskyní. Díky geologické skladbě podloží (vrstvy vápence a břidlic) docházelo ke snazší erozi činností vody, a tak se vytvořily hluboké kaňony řeky Berounky a potoka Loděnice. Nejcennější částí CHKO je národní přírodní rezervace Karlštejn s unikátní flórou.

## Seznam obcí a jejich částí
Města uvedena tučně, městyse kurzívou, části obcí malince.
Bavoryně (Na Lhotkách • Pod Průhony • Průmyslová zóna • U Vodojemu) •
Beroun (Beroun-Centrum • Beroun-Hostim • Beroun-Jarov • Beroun-Město • Beroun-Zavadilka • Beroun-Závodí • Beroun-Zdejcina) •
Běštín •
Broumy •
Březová •
Bubovice •
Bykoš •
Bzová •
Cerhovice (Cerhovice • Třenice) •
Drozdov •
Felbabka •
Hlásná Třebaň (Hlásná Třebaň • Rovina) •
Hořovice •
Hostomice (Bezdědice • Hostomice • Lštěň • Radouš) •
Hředle •
Hudlice •
Hvozdec (Hvozdec • Mrtník) •
Hýskov •
Chaloupky (Chaloupky • Neřežín) •
Chlustina •
Chodouň •
Chrustenice •
Chyňava (Chyňava • Lhotka u Berouna • Libečov • Malé Přílepy • Podkozí) •
Jivina •
Karlštejn •
Komárov (Kleštěnice • Komárov) •
Koněprusy (Bítov • Koněprusy) •
Korno •
Kotopeky (Kotopeky • Tihava) •
Králův Dvůr (Karlova Huť • Králův Dvůr • Křižatky • Levín • Počaply • Popovice • Zahořany) •
Kublov •
Lážovice (Lážovice • Nové Dvory) •
Lhotka •
Libomyšl (Libomyšl • Želkovice) •
Liteň (Běleč • Dolní Vlence • Leč • Liteň) •
Loděnice (Jánská • Loděnice) •
Lochovice (Kočvary • Lochovice • Netolice • Obora) •
Lužce •
Malá Víska •
Málkov •
Měňany (Měňany • Tobolka) •
Mezouň •
Mořina (Dolní Roblín • Mořina • Trněný Újezd) •
Mořinka •
Nenačovice •
Nesvačily •
Neumětely •
Nižbor (Nižbor • Stradonice • Žloukovice) •
Nový Jáchymov •
Olešná •
Osek •
Osov (Osov • Osovec) •
Otmíče •
Otročiněves •
Podbrdy •
Podluhy •
Praskolesy •
Rpety •
Skřipel •
Skuhrov (Drahlovice • Hatě • Hodyně • Leč • Skuhrov) •
Srbsko •
Stašov •
Suchomasty (Borek • Suchomasty) •
Svatá •
Svatý Jan pod Skalou (Sedlec • Svatý Jan pod Skalou • Záhrabská) •
Svinaře (Halouny • Lhotka • Svinaře) •
Tetín (Koda • Tetín) •
Tlustice •
Tmaň (Lounín • Slavíky • Tmaň) •
Točník •
Trubín •
Trubská •
Újezd •
Velký Chlumec (Malý Chlumec • Velký Chlumec) •
Vinařice •
Vižina •
Vráž •
Všeradice •
Vysoký Újezd (Kozolupy • Kuchař • Vysoký Újezd) •
Zadní Třebaň •
Zaječov (Kvaň • Nová Ves • Zaječov) •
Záluží •
Zdice (Černín • Knížkovice • Zdice) •
Žebrák (Sedlec • Žebrák) •
Železná